# Antonio Palacios
Antonio Palacios Ramilo (Porriño, 8 de enero de 1874-Aravaca, 27 de octubre de 1945) fue un arquitecto y urbanista español.
Durante su carrera realizó diversas obras en la ciudad de Madrid, así como en algunos puntos de Galicia, y de menor importancia en otras localidades españolas. A pesar de residir permanentemente en Madrid, y de realizar en esta ciudad algunas de sus obras más conocidas, siempre mantuvo un vínculo cultural y profesional con su entorno gallego natal. La producción arquitectónica de Palacios alcanza su punto álgido en el periodo que va entre 1910 y 1926. Ejerció además como profesor de dibujo en la Escuela Superior de Artes e Industrias, y de la asignatura Proyectos de Detalles Arquitectónicos en la Escuela de Arquitectura de Madrid durante los cursos de 1914-1915 y 1915-1916.
Fue el arquitecto encargado del diseño de interiores de las primeras estaciones del Metro de Madrid, organizó los accesos y la estética de las primeras líneas, así como de su popular logotipo en forma de rombo. En la actualidad, debido a las constantes remodelaciones del metro madrileño, apenas existen rasgos de su diseño, excepto en el diseño de algunas entradas en el centro de la ciudad. La colaboración con el ingeniero Joaquín Otamendi Machimbarrena (compañero de estudios) en las dos primeras décadas del siglo XX dio como fruto numerosos proyectos arquitectónicos en Madrid, llegando a ser uno de los arquitectos más representativos en la transformación de la ciudad a metrópoli moderna. Redactó igualmente diversas propuestas urbanísticas para la remodelación de la capital, así como de las ciudades importantes en Galicia.
Su estilo arquitectónico inicial se adhiere al Sezessionsstil vienés, y poco a poco evoluciona hacia un regionalismo arquitectónico, aunque sin abandonar raíces hispanas caracterizadas por los estilos plateresco y manuelino. Posee además fuertes influencias expresionistas. Preocupado siempre en sus obras por el tratamiento pétreo de sus fachadas, muestra ser desde los inicios un gran conocedor de la estereotomía en la piedra. Muchas de sus obras han sobrevivido al paso del tiempo gracias a rehabilitaciones arquitectónicas, cambiando sus funciones originales y acogiendo sedes de organismos privados y del Estado, como sucede en tres de sus más representativos edificios de Madrid; el Palacio de Comunicaciones (sede del Ayuntamiento de Madrid), el Hospital de Jornaleros de Maudes (Consejería de Transporte de la Comunidad de Madrid) y la Casa de las Cariátides (sede de la central del Instituto Cervantes).
Durante su vida estuvo dedicado por completo a su obra, y se distinguen tres etapas influenciadas por situaciones personales. La primera corresponde a su estrecha colaboración con Otamendi, y va desde 1900 a 1917. A partir de 1917 Palacios trabaja en sus diseños arquitectónicos y urbanísticos en solitario y acentúa su tendencia monumentalista que ya apuntaba en su etapa anterior. Desde 1936 hasta su muerte pasa un periodo de aislamiento en el que realiza diseños de carácter puramente visionario. Su obra fue popular hasta 1926, en que erige el Edificio del Círculo de Bellas Artes de Madrid; tras este auge su fama fue descendiendo paulatinamente. Parece sufrir un desencanto por las obras monumentales, así como las obras públicas. Finalmente muere en una humilde casa diseñada por él mismo, ubicada en El Plantío, perteneciente hoy día al distrito madrileño de Moncloa-Aravaca.

## Biografía
Antonio Palacios desarrolla su carrera arquitectónica en el transcurso de aproximadamente cuatro décadas, ubicadas a comienzos del siglo XX. Su obra deja rastro en las calles más populares de Madrid, en las provincias gallegas así como algunas ciudades de España. Tuvo éxito y reconocimiento al poco de acabar la licenciatura: su primera obra fue el Palacio de Comunicaciones, obtenida mediante concurso público. La vida de Palacios coincide con un periodo expansivo de Madrid al mismo tiempo que de transformación urbana de Corte a metrópoli. Surgen nuevos medios de transporte, nuevos conceptos de trabajo como las oficinas, y nuevas modas de consumo como los grandes almacenes. Todo este desarrollo necesitaba de una nueva forma de ver la arquitectura. Palacios fue seguidor desde sus comienzos de la Escuela de Chicago y ya en sus primeros instantes supo combinar su estilo arquitectónico con la corriente regionalista propia de la arquitectura española de comienzos del siglo XX.
La carrera de Palacios coincide con un periodo de transición, transformación y búsqueda de una identidad nacional arquitectónica. Su periodo de auge es coetánea con la denominada generación del 98 en la literatura española. En relación con los arquitectos extranjeros se sitúa entre la generación de los grandes maestros del movimiento moderno; es diez años mayor que Mies van der Rohe, Le Corbusier y siete más joven que Wright. 

### Infancia y formación
Nace Antonio Palacios en la localidad pontevedresa de Porriño el 8 de enero, siendo el menor de siete hermanos. Era una villa que poseía unos 2000 habitantes y un desarrollo económico fundamentado en canterías. Su padre, de profesión ayudante de obras públicas, fue Isidro Palacios García y Teruel, natural de Madrid. Su madre, Jesusa Ramilo y Nieves, natural de Porriño. La familia materna tenía en posesión canteras de granito en la zona de Atios y Budiño, situación que proporcionaba a la familia una situación económica desahogada. La infancia de Antonio pasa a caballo entre Porriño y el norte de Portugal, pues su familia se encuentra desplazada allí debido a los trabajos de obras públicas que realiza el padre en el ferrocarril luso. Estas obras influyeron decisivamente en la forma de ver la arquitectura en sus infancia, Vivía en los barracones de construcción con su padre, rodeado de planos, herramientas de construcción, hierro y granito; dibujando puentes, vagonetas o túneles. Esta experiencia inicial dejó profunda huella en sus deseos profesionales futuros. En 1885 comienza sus estudios de bachillerato en Pontevedra. Destaca Antonio como recuerdo entrañable a su profesor de idioma francés, Antolín Esperón, que le enseñó "a discurrir y a pensar", en sus propias palabras.
En el año 1892 inicia los estudios de ingeniería en Madrid en lo que hoy es la Universidad Politécnica de Madrid, y posteriormente continúa los de arquitectura. En el plan de estudios antiguo fusionaba ambas carreras que tenían asignaturas comunes. Un Real Decreto dividió las carreras y le obligó a decidir finalmente por realizar arquitectura. Ocho años después en 1900 obtiene el título. Los profesores que más le influyeron fueron: Ricardo Velázquez Bosco con el que indagó la historia de la arquitectura y Aníbal Álvarez, con el que compartió la búsqueda de una entidad nacional en la arquitectura. Asiste igualmente a las clases de dibujo de Eduardo Rosales, donde destaca por sus habilidades en la pintura. Esta habilidad se destaca en su carrera arquitectónica posterior, debido a la portentosa facilidad con la que realiza diseños improvisados. Recibe como la mayoría de los arquitectos de la época una formación influenciada por las corrientes de la arquitectura ecléctica. Se ve muy influenciado por el arquitecto francés Eugène Viollet-le-Duc con sus concepciones medievalistas y de racionalismo estructural, sobre todo en el empleo de materiales novedosos, así como por la estética de Ruskin (en su The Seven Lamps of Architecture publicado en mayo de 1849). En la obra de Palacios se puede ver la influencia de los dibujos del alemán Otto Rieth (en sus populares cuatro tomos de Architektur-skizzen). La huella de los Skkizzen es muy clara en la obra de Palacios. De la misma forma es perceptible la influencia de Otto Wagner por su seriedad estructural. También supo recoger la influencia de la escuela de Chicago (tal y como puede verse en el diseño de la Casa Matesanz en la Gran Vía de Madrid), y supo utilizar los nuevos materiales de su época combinándolos con su concepto monumentalista, sin caer en el puro eclecticismo, utilizando todas las influencias de herramientas de su particular estilo. Algunos de los estilos de moda durante su periodo de formación eran el eclecticismo, el regionalismo, el modernismo, el denominado ladrillismo, y los primeros empleos del hormigón armado a comienzos del siglo XX. 
Tras su licenciatura realizada el 20 de diciembre de 1900, destaca en sus primeros pasos como arquitecto firmando proyectos en colaboración con su antiguo profesor Ricardo Velázquez Bosco (como es el caso de la pequeña colaboración que hizo en el Ministerio de Fomento). El estilo academicista de Ricardo Velázquez quizás no fuera suficiente a las aspiraciones creativas de Palacios. Poco después de esta primera experiencia comienza el trabajo productivo del tándem Palacios-Otamendi. Al poco tiempo de lograr la licenciatura es elegido vocal de arquitectura en el Círculo de Bellas Artes. El primer trabajo público que realiza es una colaboración con Joaquín Otamendi Machimbarrena (compañero de estudios y licenciado en 1900), ambos trabajan juntos en el estudio de Palacios sito en la calle Maldonadas. Esta colaboración fructífera entre ambos ingenieros no cesará de ofrecer diseños hasta llegados los años veinte. Tras este periodo Joaquín realiza colaboraciones con algunos de sus hermanos como Julián.

### Primeras obras singulares
Tras la finalización de sus estudios se presentó a algunos concursos arquitectónicos importantes que se convocaban en la península ibérica. En ellos se promocionaba y ganaba poco a poco experiencia. La primera de las colaboraciones entre Palacios y Otamendi corresponde al dibujo decoración del Puente de la Princesa de Asturias ubicado sobre el río Manzanares y que se encuentra cercano a la carretera de Andalucía (actualmente desaparecido). El primer éxito se producirá en 1902 cuando ambos logran el concurso para el proyecto de un puente señorial en la ría de Bilbao, en este primer diseño se comienza a ver como se conjugan en su estilo las tradiciones de lo heroico y lo monumental. Realizan proyectos de reformas y ampliaciones en un edificio de viviendas de alquiler de la calle Serrano (n.º 51). Realiza obras en su Galicia natal, como la Fuente del Cristo (ubicada en la Plaza del Cristo en Porriño) en 1905, un año después la Escuela Fundación Fernández Areal en Porriño. Pronto realizará proyectos en la capital que le clasificarían como "monumentalista", "grandioso", "barroquizante", "formalista". Llevó siempre una vida bohemia, socialmente poco brillante, retraído y desordenado. Defendió con entusiasmo sus ideas, en algunos casos realizó diseños con carácter desinteresado. Los proyectos eran poco cuidados, se trataban siempre más de croquis que de proyectos. Algunos de sus colaboradores como Pascual Bravo mencionan su estudio como: una caldera en ebullición. De enorme facilidad en el trazado de dibujos, ilustraba de los detalles a los colaboradores, a los capataces de obra, a los talladores de piedra y a los obreros. Dibujaba y participaba del proceso constructivo siguiendo los detalles. 

#### Casino de Madrid
El joven Palacios y su compañero Otamendi se presentan en el año 1903, al concurso internacional abierto para el diseño de la nueva sede del Casino de Madrid (Otamendi era socio casinista por entonces). A la convocatoria se presentaron diversos arquitectos nacionales e internacionales. La decisión de la comisión de la Real Academia es que el diseño en trazado en acuarelas del francés Tronchet es el más apropiado, no obstante las quejas de los socios por actuaciones anteriores de este arquitecto francés hace que el primer premio quede finalmente desierto ex aequo. Concretamente las quejas se centran en la realización del pabellón francés en la reciente Exposición de París titulada la Belle Meuniére(La bella molinera), por parecerles una imagen de España muy estereotipada a los socios del casino. 
La decisión final de la comisión fue la de seleccionar algunos proyectos finalistas (entre los que estaba el propuesto por Palacios-Otamendi), pagarles a todos ellos cinco mil pesetas en concepto de derechos de autor, y tras ello se encargó a la familia parisina de arquitectos Le Farge (realizadores de la revista le Recueil d'Architecture) la fusión de los mismos. El proyecto final es firmado burocráticamente por el arquitecto Luis Esteve (al igual que hizo anteriormente con el Edificio Metrópolis), y presentado oficialmente en el año 1905 al Ayuntamiento de Madrid. Cabe destacar que Antonio Palacios ingresa como socio casinista el 9 de abril de 1910. Es decir, un año antes de la inauguración de la nueva sede. Algunos de los rasgos del edificio poseen el estilo arquitectónico de un Palacios joven. 
Durante esta época Palacios reside en Madrid (en la calle Maldonadas n.º 7, justo en las cercanías de la céntrica plaza de la Cebada) en compañía de su esposa malagueña Adela Ramírez. En 1904 es nombrado arquitecto jefe del Ministerio de Fomento (en la actualidad Ministerio de Agricultura, Pesca y Alimentación) y vocal de la Junta de Urbanismo, puestos que ejerce hasta 1915. Continuando con su colaboración con Otamendi se presenta al concurso por el diseño de un puente en San Sebastián sobre el río Urumea (actual puente de María Cristina). Obteniendo la medalla de segunda posición por su diseño en la Exposición Nacional de Bellas Artes.

#### Palacio de Comunicaciones

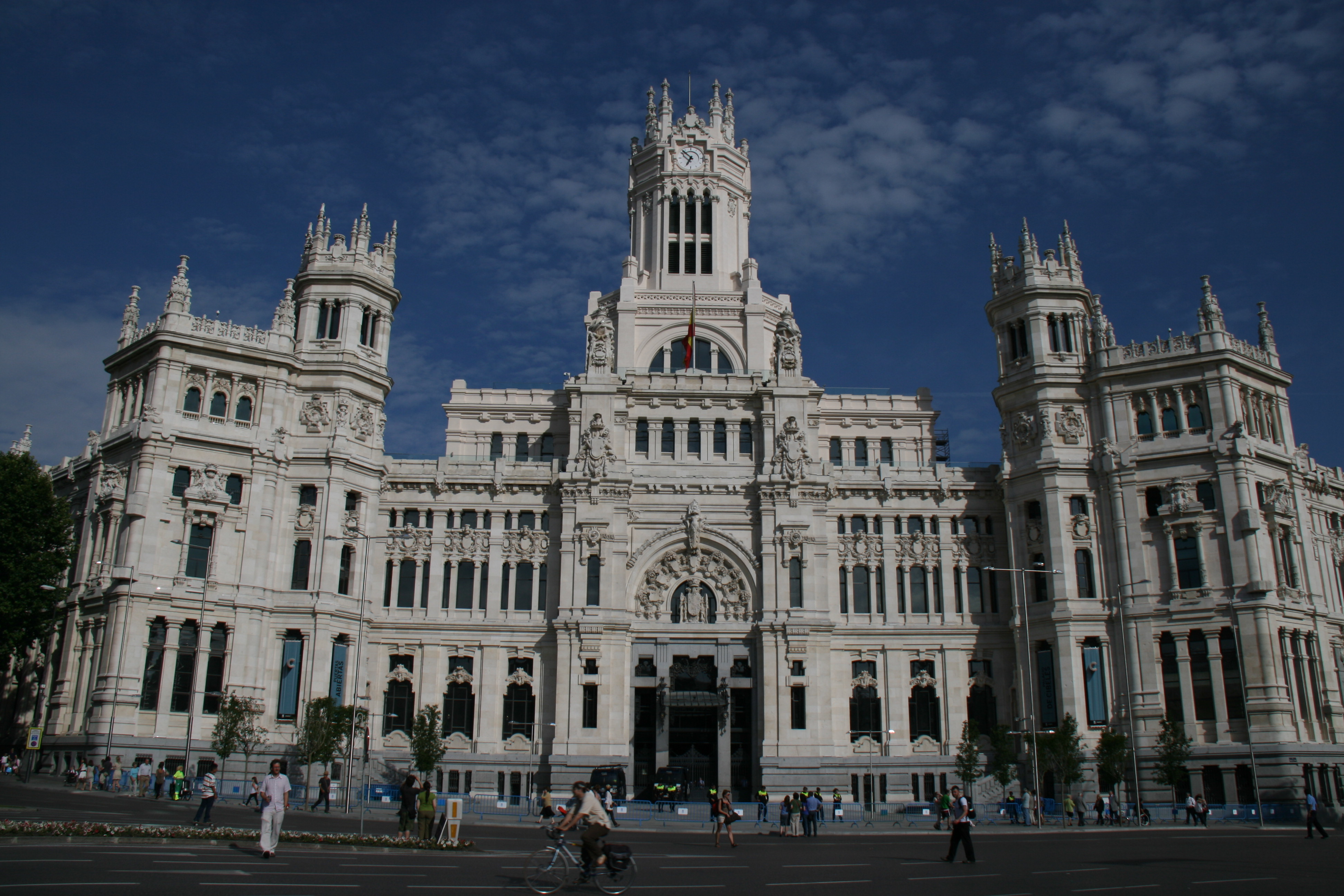
El Palacio de Comunicaciones (en la actualidad sede del Ayuntamiento de Madrid, en la plaza de Cibeles). Fue una de sus primeras obras "de éxito" en Madrid.

En el año de 1904 se publican en la Gaceta de Madrid las bases del concurso arquitectónico para el diseño de la que será la nueva casa de correos en los antiguos Jardines del Buen Retiro (la antigua Real Casa de Correos se encontraba ubicada en la Puerta del Sol). El Concurso exige en sus bases que el edificio a diseñar pueda prestar tres servicios esenciales en el ámbito de las comunicaciones de la época: el de correos, el de telégrafos y el de teléfonos. Esta integración de servicios ya se había experimentado anteriormente en Estados Unidos con gran éxito. Las bases indicaban además que el trayecto de la calle Alarcón, que separaba los dos solares sobre los que habría de construirse el nuevo edificio, se convertiría en pasaje; el número de pisos, no superior a cinco; y que las fachadas a la calle de Alcalá, Paseo del Prado y plaza de la Cibeles deberían mostrar una decoración armoniosa con la zona. 
En el mes de noviembre de 1904 se cierra el concurso. Se presentan sólo tres proyectos: el Felipe Mario López Blanco-Luis Montesinos (definido de concepción anacrónica), Carrasco-Saldaña (calificado de estilo francés: estilo Luis XV) y finalmente, sale ganador el proyecto de los dos jóvenes e inexperimentados arquitectos: Palacios-Otamendi. En un juicio crítico de la Real Academia de Bellas Artes de San Fernando (en calidad de jurado) realizado el 13 de noviembre se asigna por unanimidad el proyecto a esta última pareja de jóvenes arquitectos. En el proyecto López Blanco-Montesinos (tercero en el fallo) se dictamina que no se encontraban bien caracterizados los servicios solicitados dentro del diseño del proyecto. En el de Carrasco-Saldaña (segundo en el fallo) se dictamina que se han pospuesto los servicios de atención al público, siendo vital la atención y 'apertura' al público en el nuevo edificio (se alaba en el informe las fachadas como las mejor estudiadas de los tres proyectos). 

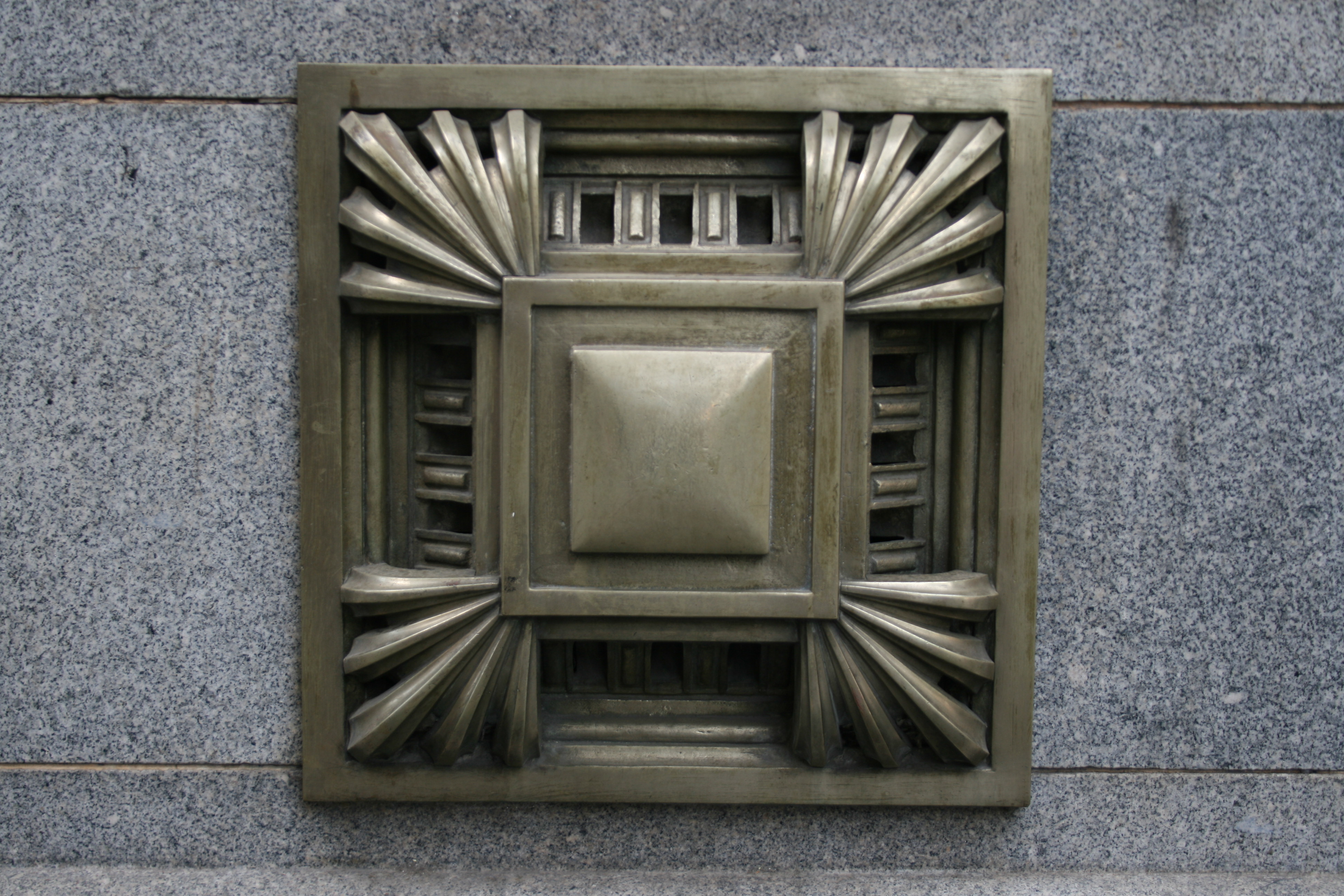
Respiradero en el Círculo de Bellas Artes de Madrid (fachada hacia Alcalá)
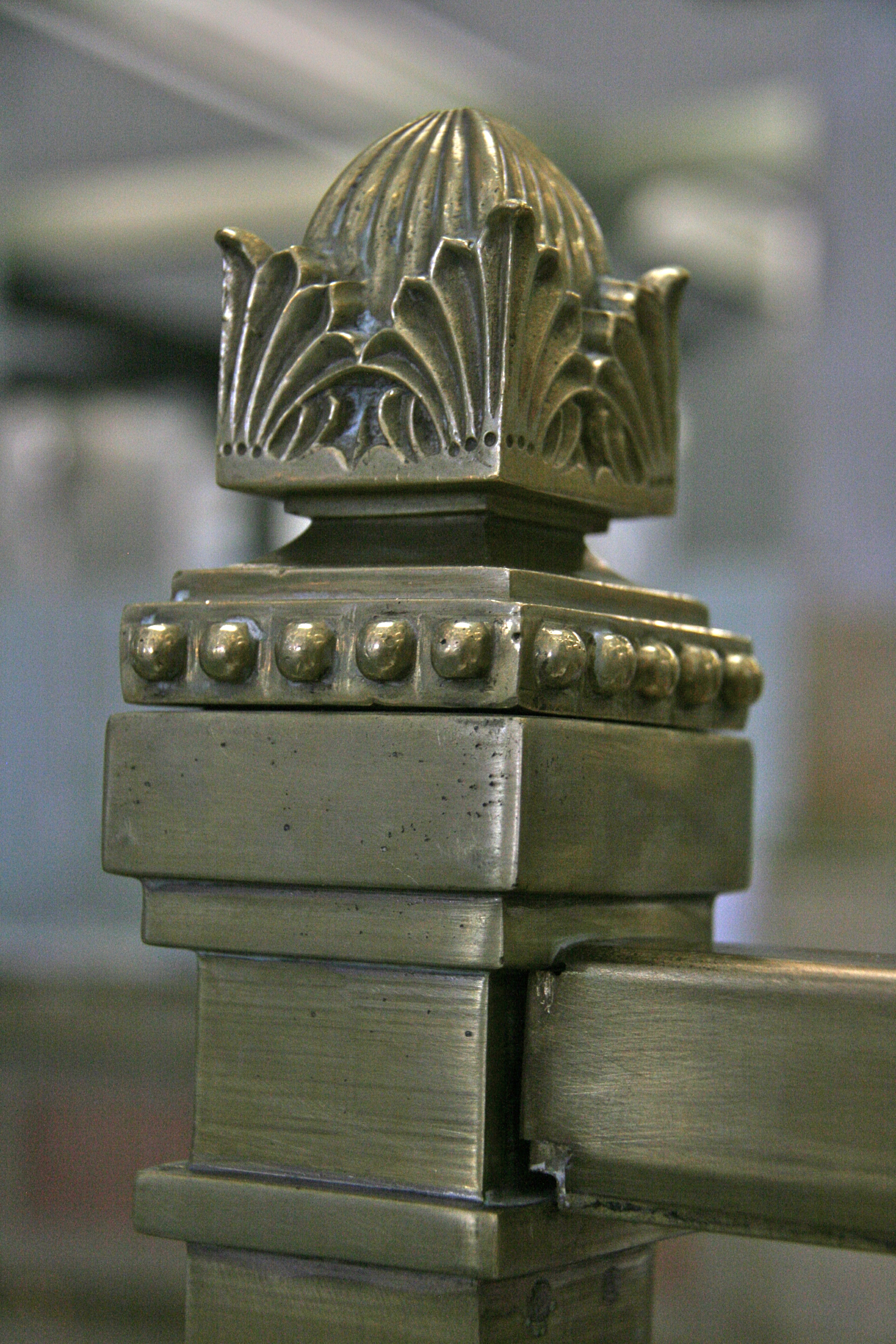
Detalle de acabado en una mesa central del "Hall Central" del interior Palacio de Comunicaciones
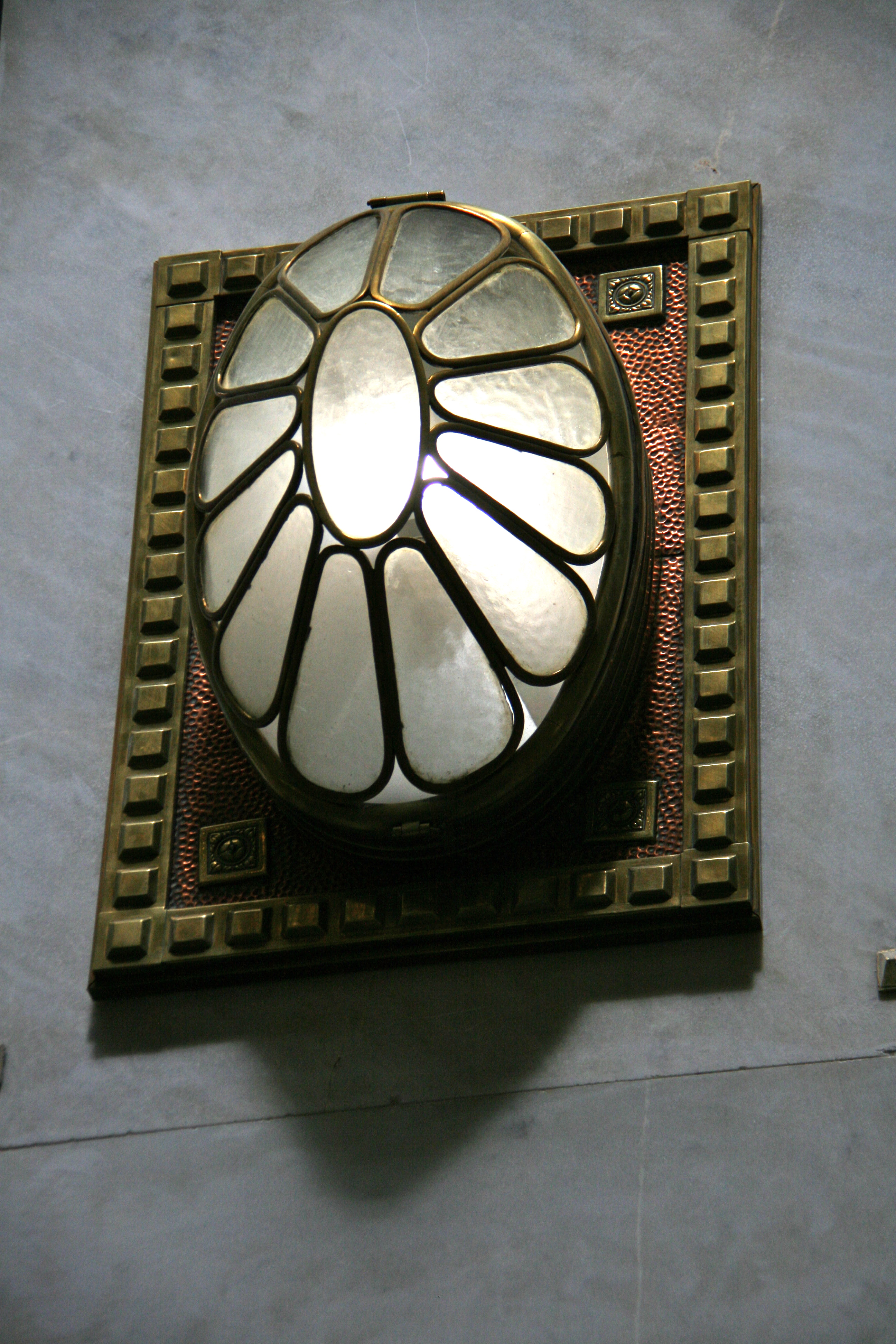
Lámpara de iluminación interior en el Palacio de Comunicaciones

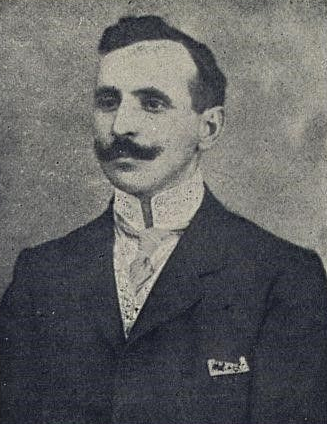
Antonio Palacios hacia 1908

El proyecto elegido finalmente es el que presenta Palacios-Otamendi que, a pesar de incompleto, falto de detalles y con una documentación deficiente, es en opinión de la comisión: el producto de una creación genial, susceptible de modificaciones y con diseño que siendo monumental respondía a la comodidad de acceso del público, mostrando una mejor distribución orientada a los diferentes servicios de comunicación. La propuesta original de Palacios era que, en una arquitectura dominada por las falsas molduras de yeso en las fachadas, se presentaba una fachada labrada de piedra blanca. Los representantes de la Academia a pesar de conceder el proyecto, ponen como condición que los autores acaben completando el proyecto entregado a concurso e introduzcan en él las modificaciones necesarias en el plazo de un mes. Los tres proyectos superaban el coste fijado en el programa de convocatoria, siendo el de Palacios-Otamendi de menor coste de los tres. El diseño de Palacios-Otamendi se menciona, por las críticas de la época, que es atrevido y que es disonante con personalidad propia del ambiente clasicista existente en el Paseo del Prado. Se discutía sobre la inexperiencia y juventud de sus autores: Palacios hacía cuatro años había acabado la carrera. El diseño integra las Centrales de Correos, Telégrafos y Teléfonos con el edificio de la Dirección General mediante pasadizos elevados. El diseño inicial permite que el acceso principal al edificio se haga por la fachada que da a la Plaza de Cibeles mediante una escalinata (en la actualidad no existe). Muestra un exterior con fuerte influencia del gótico salmantino y los populares Entretiens de Viollet-le-Duc (así como el dictionnaire raisonnné), aunque en el sistema estructural y la búsqueda de sinceridad en los acabados interiores así como en el mobiliario, se vislumbran influencias de Wagner y la secession vienesa y de las vanguardias arquitectónicas del momento. Un rasgo particularmente innovador de la obra, prácticamente inédito en la España de comienzos de siglo, es su compleja estructura metálica, diseñada por el ingeniero industrial Ángel Chueca Sainz.
Es precisamente este uno de los edificios más polémicos, el que más fama le proporciona y uno de sus diseños más complejos. Palacios recibe durante la edificación del Palacio de Comunicaciones el encargo de diseñar la Casa Palacio de Palazuelo. Se construye el nuevo edificio no muy lejos del Palacio de Comunicaciones, en un solar ubicado en la esquina de las calle de Alcalá y Alfonso XI (en lo que fueron los jardines del Buen Retiro). Este encargo de Demetrio Palazuelo será el primero de otros a lo largo de la vida profesional de Palacios. Palacios representa en este periodo la imagen de éxito de los jóvenes arquitectos de la época, haber ganado el concurso de un edificio tan importante le supuso gran popularidad. Esto le supuso poder dar clases en la Escuela de Arquitectura durante dos ejercicios académicos.

#### Hospital de Jornaleros de Maudes

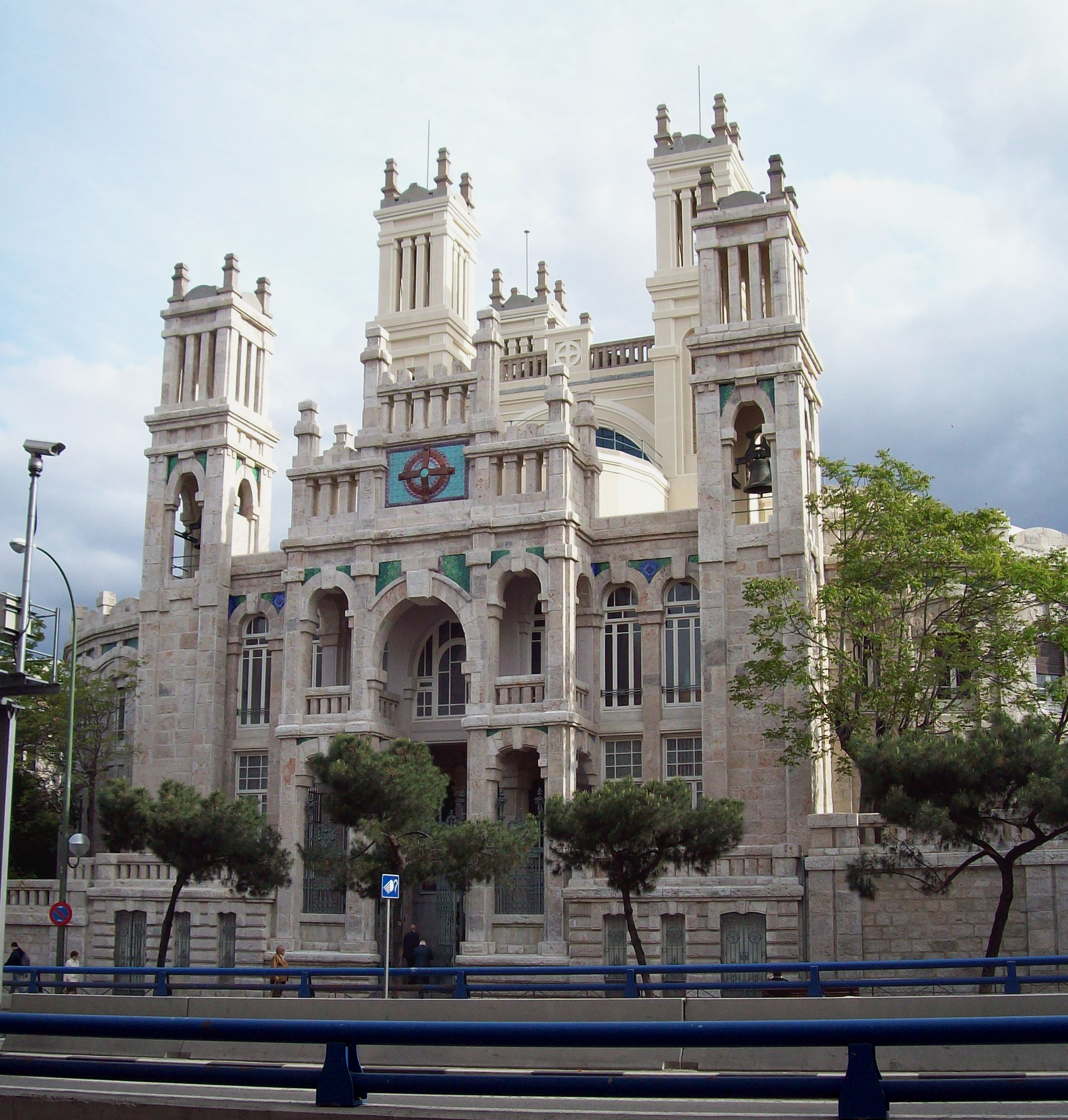
El Hospital de Jornaleros de Maudes es su segunda obra.

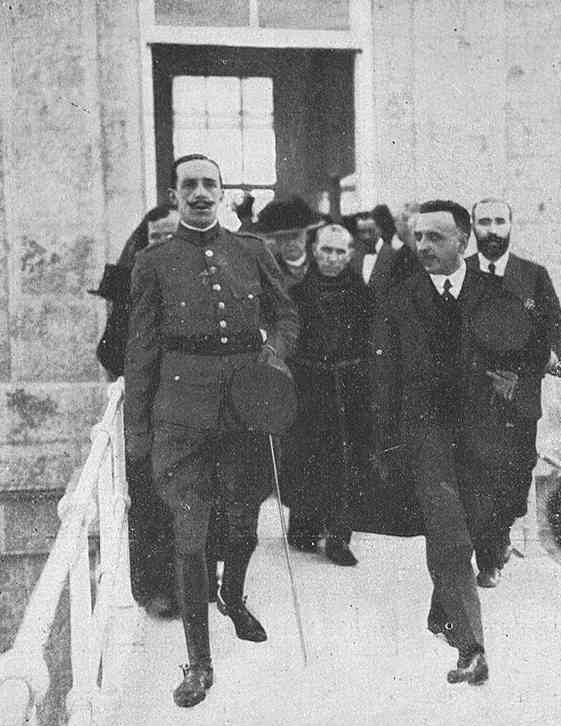
Antonio Palacios y Alfonso XIII durante la inauguración del Hospital de Jornaleros en 1916

En el largo periodo de construcción del Palacio de Comunicaciones (desde 1907 hasta 1919) la popularidad de Antonio Palacios va creciendo y, debido a ello, recibe numerosos encargos y propuestas. Algunas cercanas al Palacio de Comunicaciones, como son los edificios de viviendas ubicados en la calle de Alcalá (n.º 54) en 1908-1911. Realiza los talleres de la Escuela Técnica Superior de Ingeniería - ICAI en la calle Alberto Aguilera (n.º 25) en 1908-1915. Perteneciente a los jesuitas, el edificio fue incendiado el 11 de mayo de 1931 y en la actualidad conserva la fachada inserta en un edificio de moderna construcción. En 1908 recibe el encargo de otra obra monumental: un hospital con todos los servicios y con aforo para 150 camas. Este hospital-hospedería se debía construir en un barrio alejado del centro de Madrid. El encargo directo de su construcción proviene de Dolores Romero y Arano, viuda de Francisco Curiel y Blasi, empresario ferretero. El edificio muestra similitudes arquitectónicas con el Palacio de Comunicaciones. Fue construido siguiendo un modelo panóptico de cuatro naves en forma de aspa de inspiración renacentista, que se juntan en un patio octogonal. Modelo típico de los hospitales españoles construidos en la época de los Reyes Católicos, arquitectura que era ciertamente admirada por Palacios. Se reafirma en su proceso constructivo artesanal, los materiales empleados: piedra caliza y granito son incluidos en la construcción "casi en crudo", sin tallar apenas. Se trata de la única obra madrileña de Palacios que emplea sólo piedra. Se supone que fue para el ahorro en costes de la edificación, pero en la concepción de Palacios un edificio con un diseño en planta tradicional, debía resolverse con un material tradicional, como lo es la piedra. Al diseño de fachadas añade diferentes zócalos de cerámica incrustada, trabajando en colaboración con el ceramista Zuloaga. Este empleo de cerámicas refuerza la imagen de rusticidad. El edificio gana el premio anual del ayuntamiento correspondiente al año 1918. Tras este proyecto hospitalario se le encarga el Gran Hotel Sanatorio en Mondariz, o el Sanatorio de Fuenfría en Guadarrama realizado en 1923.

#### Banco Español del Río de la Plata

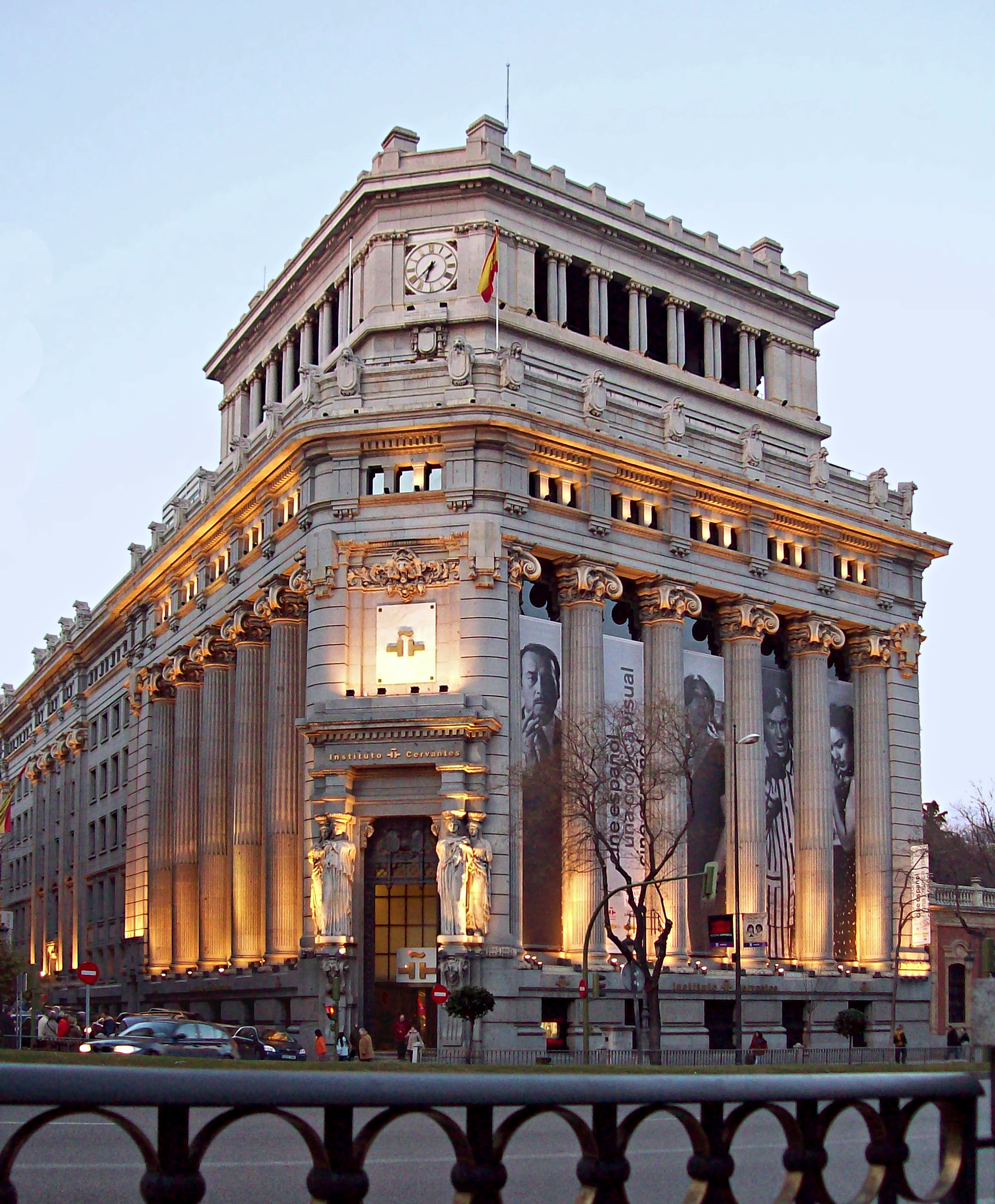
Instituto Cervantes, antiguo Banco Español del Río de la Plata (Madrid). Edificio monumental de estilo neogriego mostrando columnas en la fachada.

La nueva sede del Banco Español del Río de la Plata adquirió los 18 000 m² cuadrados de terrenos pertenecientes al solar de planta rectangular del antiguo Palacio del Marqués de Casa-Irujo. El edificio del Palacio de Irujo, que daba lugar al solar, fue muy elogiado en su época. En su planta baja estaba ubicado el Café Cervantes. Se conocen dos diseños del edificio, el primero presentado en 1906 y el que será definitivo ya presentado en 1911, ambos fueron firmados por la pareja Palacios-Otamendi. El primero se retomaría al diseñar, años más tarde, el edificio del Círculo de Bellas Artes. El segundo diseño se inspira en la Acrópolis de Atenas, inspirado en un reciente viaje que hizo Palacios a Grecia. La vecina obra del Palacio de Comunicaciones se encontraba ya en avanzado estado, cuando se comienza las obras de este edificio. Las obras comienzan en 1911 y finalizan en 1918. 
Es denominado popularmente en Madrid como Edificio de las Cariátides debido a la existencia de cuatro cariátides ubicadas en la puerta principal del edificio. Este elemento clásico no se encontraba en los diseños originales del edificio. La fachada con las columnas de orden jónico muestra un estilo neoclásico romántico. La disposición del interior se organiza en una "sala central" cuyos servicios de atención al público de carácter bancario se organizan en torno a él. Uno de los ayudantes de Palacios en esta etapa es Secundino Zuazo, que comienza con esta obra a prestarle asistencia asidua. El edificio es desde 2006 la sede principal del Instituto Cervantes. El encargo, diseño y construcción de este edificio incrementó la popularidad de Palacios-Otamendi debido a que se ubicaba en el ‘corazón’ financiero del Madrid de entonces. Esta obra es la última que realiza con Otamendi, a partir de este instante ambas vidas profesionales corren por caminos diferentes.

#### Edificio del ayuntamiento de Porriño
Al terminar sus tres obras monumentales madrileñas, Palacios se ilusiona con la posibilidad de realizar este edificio. Palacios desea dejar impronta de su creatividad en su propia tierra. Esta obra es diseñada para alojar el ayuntamiento de su ciudad natal, la fecha de los primeros platos data de 1918 dando muestras por primera vez de su arquitectura regionalista. Los realiza sin encargo previo y algunos de sus amigos al conocerlo, elogian públicamente su labor. El edificio es concebido en una gran monumentalidad en relación con la escasa superficie de su planta. En relación con sus pequeñas dimensiones, es de los edificios que muestran una mayor densidad de detalles, así como de ornamentación. En 1919 dona al ayuntamiento de la ciudad los planos, y se debe esperar a 1921 para que se inicie la construcción. La densidad de soluciones creativas, es tal, que Palacios parece demostrar su capacidad enorme capacidad creativa. La obra es dirigida por el cantero de granito Manuel Ruibal Solía y su estilo es claramente de influencias historicistas medievales. Emplea en su edificación la piedra granítica de su tierra natal: el granito. Este edificio es importante en la arquitectura de Antonio Palacios ya que muchos de los elementos se encontrarán posteriormente en las obras que realiza en Madrid. Tras esta primera obra de relevancia en Galicia le seguirán otras como el diseño la Central Eléctrica del Tambre en Noia (1924) y que en la actualidad se ha rehabilitado para cumplir funciones de hotel rural. Cabe dentro de este periodo el Teatro Rosalía de Castro, en la actualidad Teatro de García Barbón en Vigo (su diseño se remonta a 1906 pero su ejecución a 1925). Es precisamente en los años 1925 cuando alcanza el cenit de su carrera en términos de su fama y consideración pública.

### Etapa como docente
Ejerció también profesor de la asignatura de dibujo en Escuela Superior de Artes e Industrias y de proyectos de detalles arquitectónicos en la Escuela de Arquitectura de Madrid durante los dos cursos 1914-1915 y 1915-1916. Su habilidad y fluidez para trazar diseños arquitectónicos asombraba a menudo a los estudiantes. En 1917 se presenta a la Cátedra de "Dibujo Arquitectónico" frente al arquitecto Teodoro Anasagasti que finalmente le gana en unas disputadas oposiciones. Alternó esta labor docente con el desarrollo de sus obras arquitectónicas en Madrid. Desde el punto de vista académico escribió algunos artículos de investigación histórica, así como descriptivos de su propia obra. Realizó diversas conferencias sobre arquitectura e historia en su tierra natal, organizando eventos culturales como la muestra de La Coruña del año 1917 (Exposición de Arte Gallego en La Coruña). Como fruto de sus viajes veraniegos por las aldeas y poblaciones de Galicia, publica periódicamente en la prensa gallega (en el periódico Faro de Vigo y en la revista Vida Gallega) artículos sobre sus estudios de la arquitectura popular gallega, así como de sus monumentos característicos. Algunos de los artículos de Palacios describen el monasterio de Armenteira y el monasterio de Oseira, entre otros. Su interés por el románico se pone de manifiesto al escribir sobre la iglesia burgalesa de Moradillo de Sedaño. Desilusionado abandona finalmente la docencia.

### Auge y fama

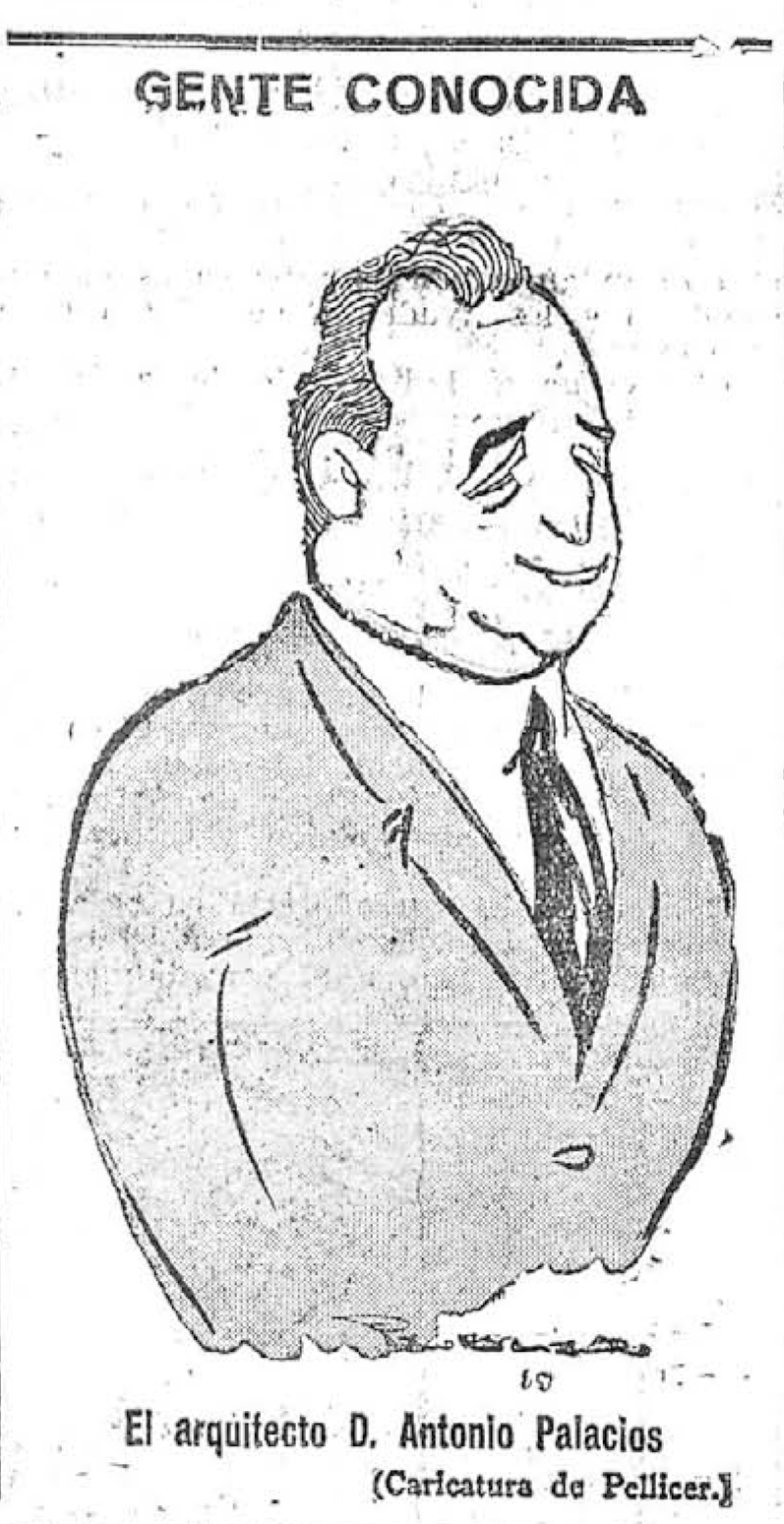
Caricaturizado por Pellicer en las páginas del periódico madrileño El Imparcial (19 de junio de 1925)

La realización de las obras del Palacio de Comunicaciones proporciona a la pareja de ingenieros una fama tal que se le adjudican la mayoría de los proyectos importantes de la capital. La ciudad de Madrid está embarcada en diversos proyectos constructivos de gran envergadura, la construcción de una Gran Vía, la remodelación del eje Puerta del Sol-Cibeles, el Ensanche, la necesidad constructiva de una nueva clase social: la alta burguesía. En muchos casos los nuevos proyectos arquitectónicos suponen un reto innovador debido a la poca experiencia que había en España sobre la edificación subterránea (en el caso del Metro), o en el de la moda emergente del diseño de edificios de oficinas o de grandes almacenes (casos de Palazuelo y Matesanz). 

#### Colaboración en el Metro de Madrid
Antonio Palacios comienza la colaboración como arquitecto en la Compañía Metropolitano Alfonso XIII en el año 1917. Fruto de la amistad que tiene con los hermanos Otamendi y la sociedad Mengemor (un gabinete de ingeniería creado por Miguel Otamendi en 1904), obteniendo el trabajo como arquitecto de la compañía. En este periodo se estaban planificando las estaciones subterráneas de la Línea 1, comenzando por la estación de Sol (la línea Sol-Cuatro Caminos se inaugura en 1919).

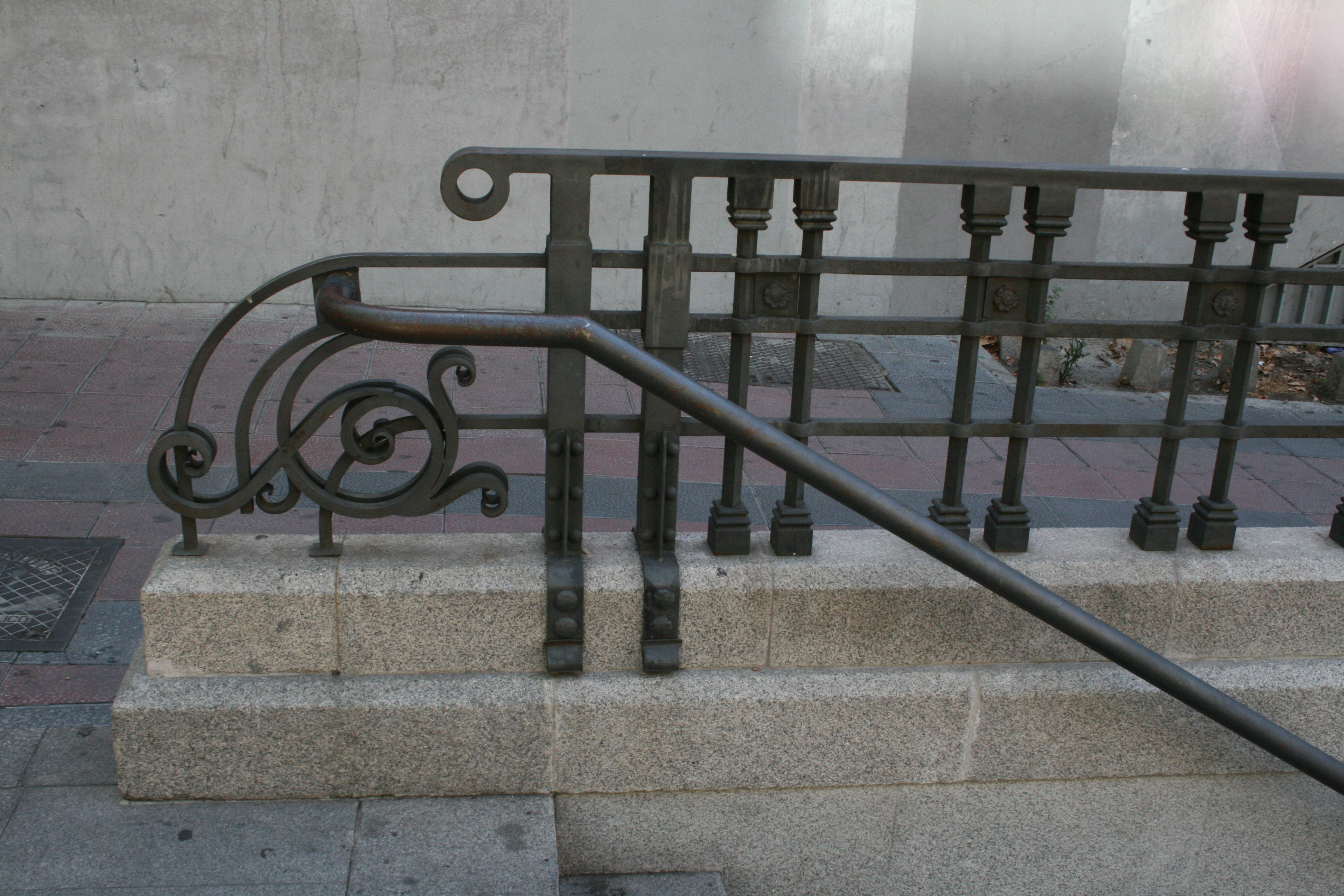
El acceso y gran parte de la estética de las primeras estaciones suburbanas de Madrid fueron diseñadas por Palacios. En la actualidad pueden verse las entradas diseñadas por él.

Su adhesión a la compañía metropolitana se prolongó durante casi veinticinco años, colaborando estrechamente con los Otamendi en las líneas: 1, 2, 3 y 4. Realizó también el diseño de algunos edificios auxiliares: Cocheras de Cuatro Caminos (1918-1919) Central Eléctrica de Pacífico (1922-1923) y talleres de superficie en la calle Valderribas, Subestación eléctrica del barrio de Salamanca (1923) en la calle Castelló n.º 19, Subestación Térmica de Quevedo (1924-1926) en la calle Olid n.º 9. Durante estos años estuvo en estrecho contacto con el mundo de la obra pública y la ingeniería. Tal y como años antes había sucedido con el arquitecto francés Guimard en el metro de París, o con Wagner en el metro de Viena.

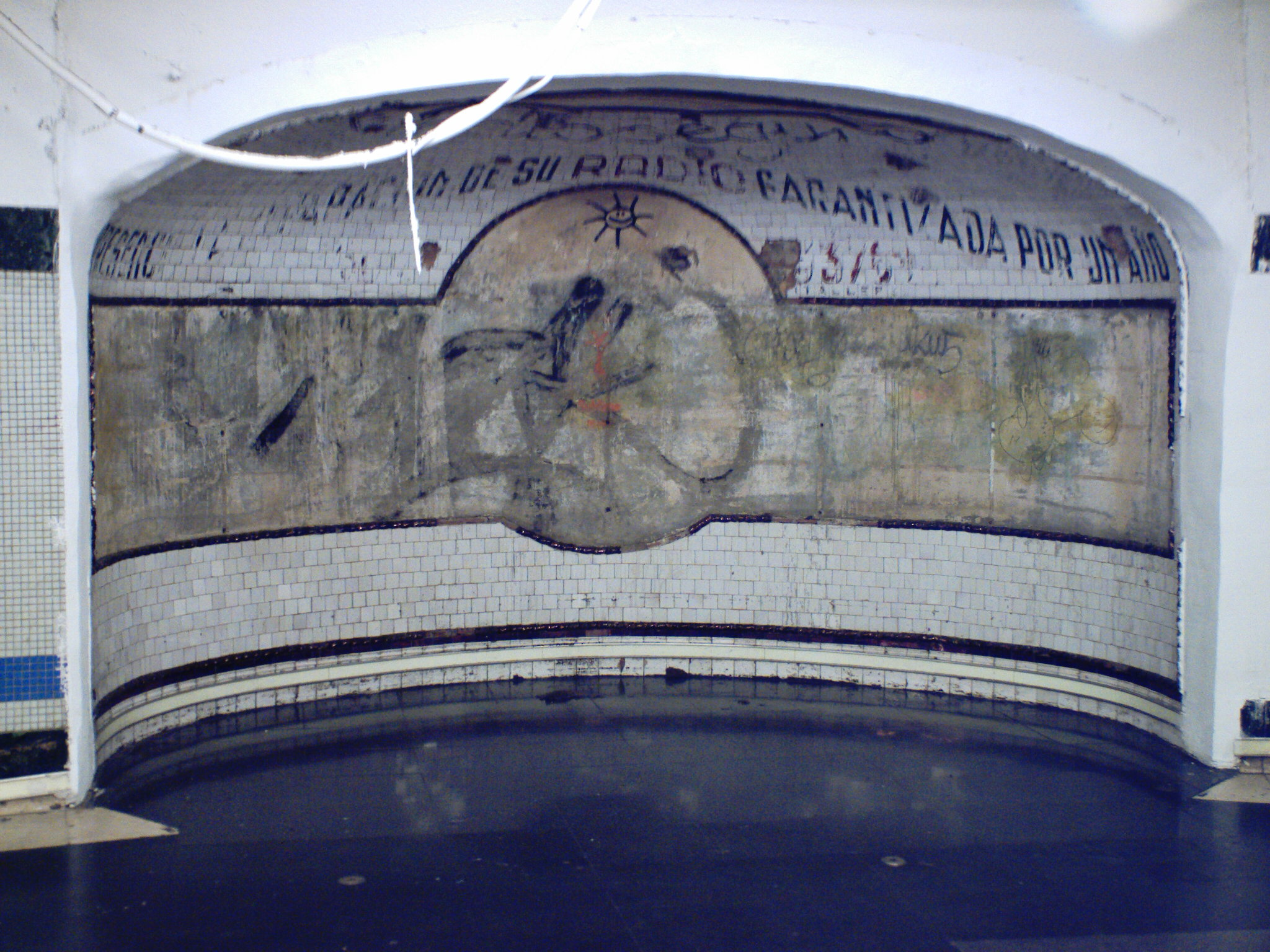
Parte de la obra y diseños de Palacios ha desaparecido debido a las múltiples reformas de la red metropolitana. Aparecen algunos vestigios en ciertas estaciones: estación de Bilbao.

Su misión en la Compañía Metropolitana fue la de proporcionar un estilo decorativo a los vestíbulos y puntos de acceso del nuevo medio de transporte. Palacios diseñó los accesos de granito con sus barandillas de hierro enroscado para las bocas monumentales. Diseñó igualmente templetes de acceso en la Puerta del Sol (este templete estuvo en funcionamiento hasta 1934), y en la Red de San Luis (el templete de metro de la Red de San Luis estuvo vigente en la plaza hasta 1970). Estos dos templetes fueron precursores en Europa, siendo los primeros en su estilo y de influencia wagneriana. Los pasillos interiores del metropolitano se realizaron en azulejos blancos biselados con el objeto de evitar la posible claustrofobia causada en los pasajeros al tener que viajar en un medio de transporte subterráneo, tan poco habitual en la época. Destaca el empleo unificado de estilos en los pasillos y salas, mediante una decoración fundamentada en el empleo de cerámicas toledanas y sevillanas de tonos dorados y azules. Las continuas modernizaciones a que se ha visto sometida la red de Metro han hecho desaparecer casi todo el trabajo de Palacios, en la actualidad pueden verse vestigios de su obra suburbana en la estación de Chamberí.

#### Círculo de Bellas Artes

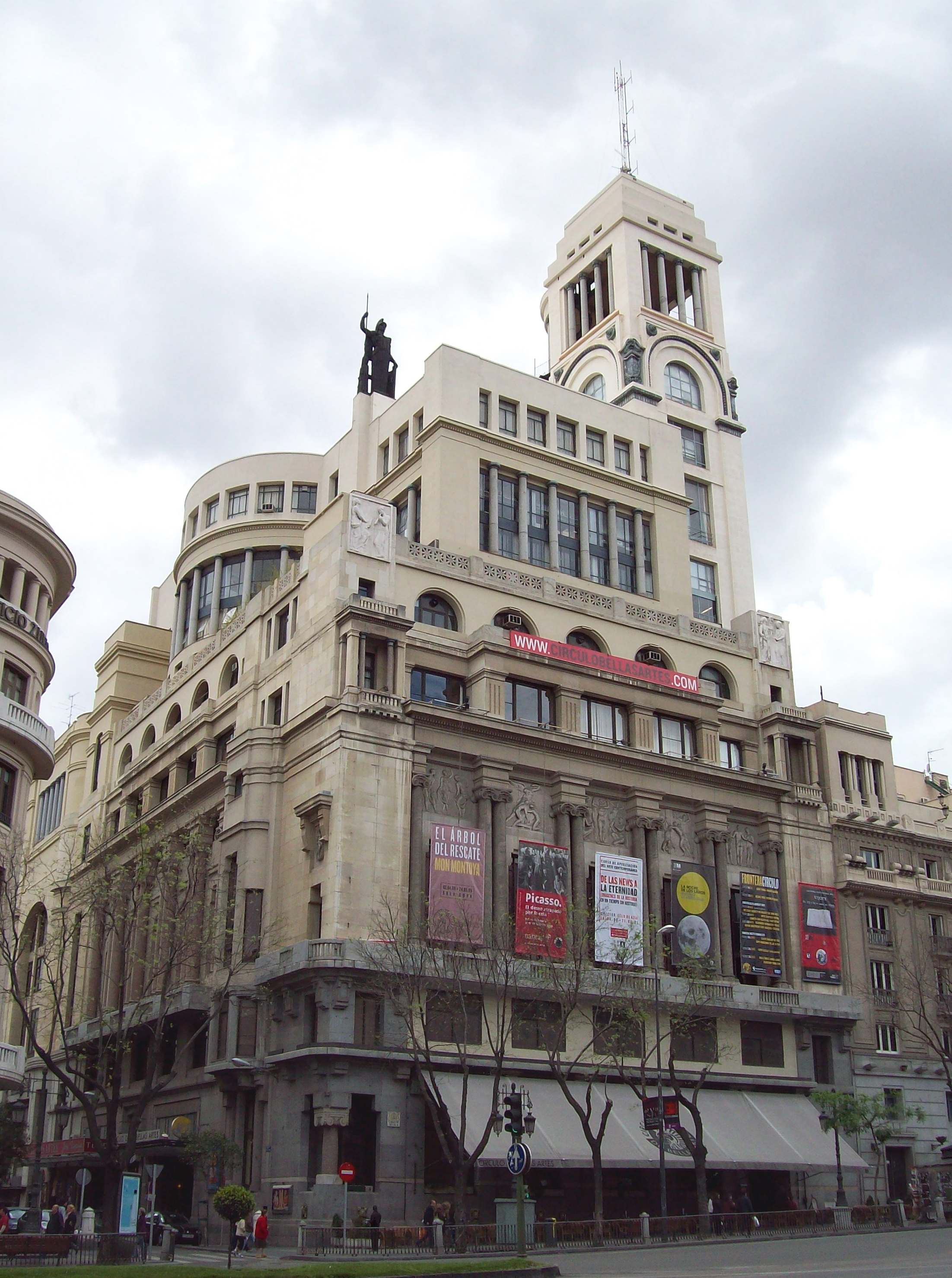
Círculo de Bellas Artes (Madrid).

El Círculo de Bellas Artes es una institución cultural privada sin ánimo de lucro que se funda en el año 1880. Va adquiendo poco a poco relevancia y acaba poseyendo una gran implantación artística en todas las ramas del arte español. Su expansión había sido tan relevante, que desde comienzos del siglo XX, funcionaba como si de un Ministerio de Cultura "paralelo" fuese. Poseía además un papel "socio-cultural" de gran relevancia en la vida madrileña. En el año 1919 se publican las bases del concurso arquitectónico para el diseño y realización del nuevo edificio que alojará al Círculo de Bellas Artes de Madrid. Se elige como superficie constructiva el solar del jardín del palacio del marqués de Casa Riera, en la calle de Alcalá (el resto de la superficie del jardín se utilizó para abrir la calle del marqués de Casa Riera). Al concurso se presentaron quince proyectos de arquitectos españoles. Curiosamente el proyecto de Antonio Palacios quedó descalificado en la primera ronda por no adecuarse a las bases del concurso. Sin embargo es reelegido por aclamación unánime de los socios del círculo. Palacios compensa esto con una donación de sus diseños a la sociedad. La realización de ese proyecto estuvo plagado de algunas críticas, siendo una de sus obras más polémicas. Gozó, no obstante, de enconadas oposiciones y de fervientes apoyos. La primera de ellas acontece cuando al revisar los diseños, parece la altura del edificio nuevamente (ocurrió ya en otra de sus obras como la del Banco Español del Río de la Plata) que supera las normativas municipales. El presidente de la sociedad alega que el edificio es de utilidad pública. Se paralizan las obras en numerosas ocasiones. Algunas de las paradas con "propuesta de suspensión de las obras" son enunciadas por el propio Palacios, propuesta que es rechazada por los socios. Al finalizar la obra fue reconocido como miembro numerario de la Real Academia de Bellas Artes de San Fernando (en substitución del fallecido Enrique María Repullés) el 27 de junio de 1926. Años antes, en 1924, fue nombrado hijo predilecto de su localidad natal. A partir de este instante se separa de su asiduo colaborador Otamendi, con el que mantendrá una buena amistad.

#### Locales comerciales y de oficinas

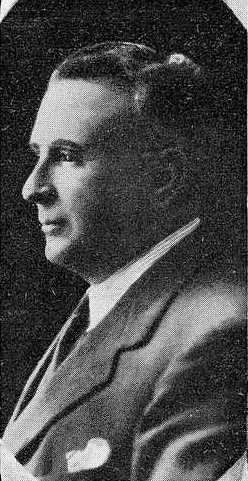
Antonio Palacios hacia 1929

Palacios va aproximándose arquitectónicamente a una necesidad de la ciudad que va surgiendo poco a poco en la segunda década del siglo XX. La aparición de los grandes almacenes como punto de reunión y venta, los cambios en los hábitos de consumo. Se trata de edificios que por su propia naturaleza habrían de ser de gran tamaño, diáfanos, expresivos, llamativos. Lugares de reunión abiertos a la exposición y consumo de productos. En Chicago este tipo de edificios ya era muy popular desde 1880, y en Europa empiezan a aparecer algunos ejemplos de este nuevo tipo de arquitectura. 

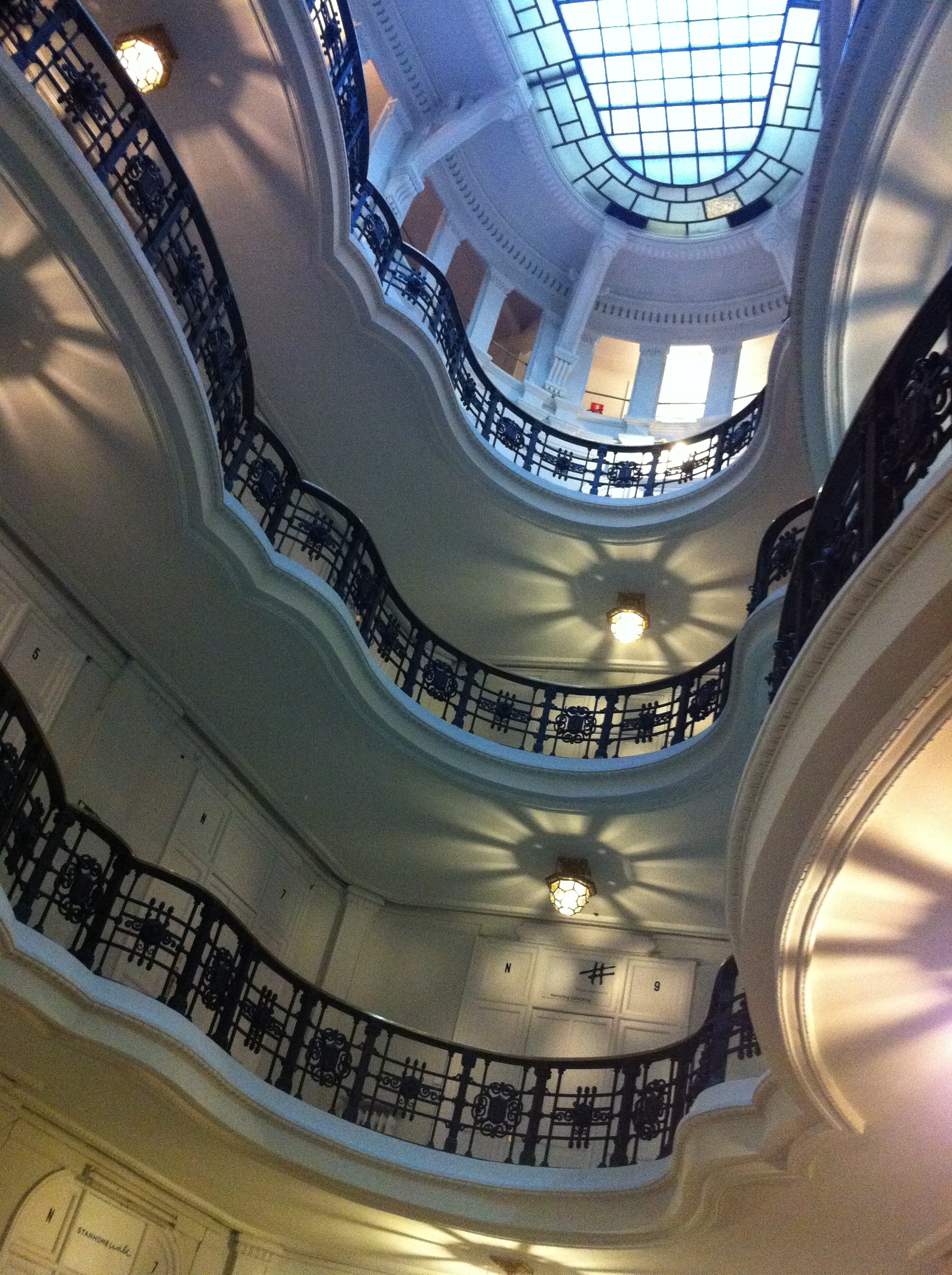
Patio interior curvado de la Casa Palazuelo.

Palacios se ve influenciado por este nuevo estilo funcional y ensaya en esta tipología de edificios la iluminación de miradores rasgados de cristal y acero, entre columnas de orden gigante. El país que más conocimiento había acumulado, hasta la fecha, en este tipo de arquitectura comercial fue Estados Unidos, a pesar de ello se desconoce que Palacios viajara alguna vez a este país, aunque cabe pensar que los veranos en los que viajaba a Francia, Alemania y concretamente Londres. La influencia desde la prensa especializada (cabe destacar La Ilustración Española y Americana), las Exposiciones Universales y las publicaciones era muy habitual. La casa Matesanz de la Gran Vía (realizada en el año 1921) es, en palabras de Palacios, un "edificio comercial a la americana". De la misma forma la aparición de una forma surge una nueva forma de trabajo: las oficinas, éstas abren igualmente un nuevo concepto de edificio de grandes proporciones. Palacios ensaya de esta forma esta tipología en la casa Palazuelo ubicada entre la calle Mayor y Arenal, concebido desde sus inicios como edificio de oficinas. El estilo de sus edificaciones comerciales responde al uso de soportes metálicos, patio interior cubierto, división del edificio en tres cuerpos y formalismo clásico en las fachadas. El estilo comercial arquitectónico lo empleará posteriormente en la casa comercial Matesanz (1919-1923) ubicado en la Gran Vía n.º 27, y la casa comercial Palazuelo en la calle Mayor n.º 4, o el Banco Viñas Aranda (en la actualidad parte del Banco de Vigo). 
En este periodo de creación constructiva Palacios se hace conocedor de las características de los nuevos conceptos de la arquitectura norteamericana monumental que emergente a comienzos de siglo. El concepto de esta nueva arquitectura abrirá el paso en décadas posteriores a la concepción de edificios más verticales, dando lugar como consecuencia a los funcionales rascacielos. Es en estos proyectos comerciales y de oficinas donde muestra Palacios un comienzo de declive de su innovación y creatividad. Entre ellos uno de los primeros fue el Edificio Comercial del Banco Bilbao Vizcaya (1913-1915), ubicado en la calle Ceaderos. El Banco de Madrid (no realizado), así como Banco Mercantil, una de sus últimas obras. La construcción de la Gran Vía le proporcionó la posibilidad de realizar una rehabilitación del "Hotel Avenida" (Gran Vía 34) y el "Hotel Florida" ubicado en la plaza de Callao (derribado en 1960 para construir una sección del corte Inglés de Callao).

#### Viviendas
Realiza numerosas viviendas en Madrid, sobre todo en las zonas del ensanche-residencial madrileño, algunos ejemplos son: la calle de Goya, Velázquez, paseo de la Castellana. Emplea un modelo constructivo muy parecido al de las casas comerciales, cimientos de hormigón, entramado metálico, paramento elaborado con ladrillo recocho, recubiertos con piedra falsa. Realiza viviendas para las clases acomodadas comenzando por los encargos del promotor Demetrio Palazuelo en la calle Alcalá, la casa del Conde Bugallal (1913-1917). Realiza igualmente viviendas funcionales en la calle Viriato de Madrid.

### Retiro y final

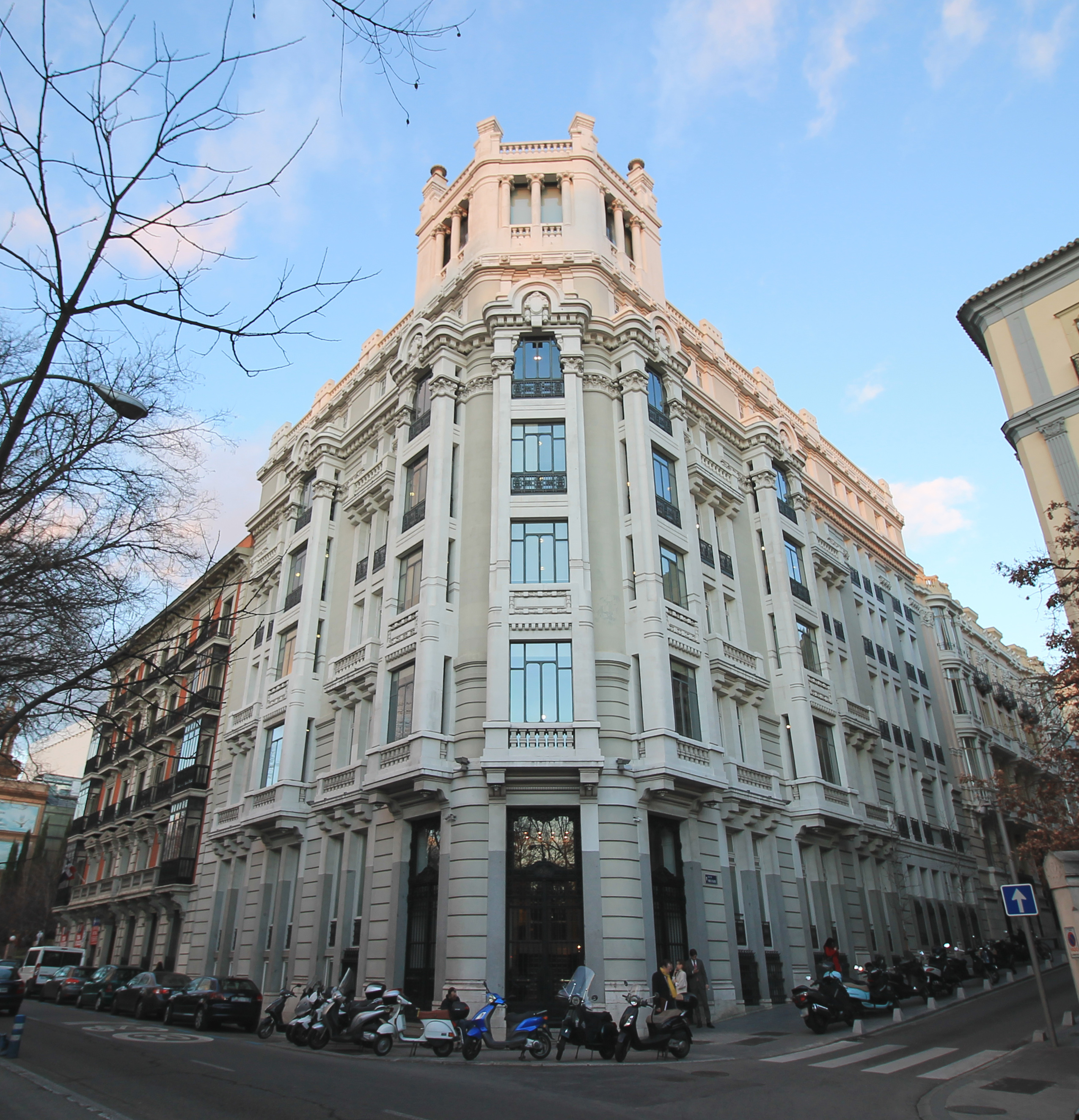
Primer edificio en el paseo de la Castellana (n.º 28) encargado, tras el éxito del Palacio de Comunicaciones.

Tras la edificación del Círculo de Bellas Artes, pasa algunos meses en Málaga, tierra de su mujer. Busca el descanso, no obstante su actividad continúa. Palacios pasa el periodo de conflicto bélico de la Guerra Civil viviendo en la capital lo que será la defensa de Madrid, ocupado en diseñar los planes urbanísticos de reforma de la ciudad. Existe una contraposición entre la arquitectura española de los años treinta frente a la concebida en la década de los cuarenta. Entre ambas media una guerra y un nuevo régimen. Palacios se ve obligado a defender algunas de las posturas arquitectónicas emergentes. Ya en el año 1940 propone el regreso de la arquitectura neoclásica a la arquitectura española. Intentando, quizás, un acercamiento a la arquitectura herreriana dominante en el periodo franquista.
El primer proyecto que aborda en periodo de posguerra española, en la década de los años cuarenta, es el edificio del Banco Mercantil e Industrial, ubicado en la calle de Alcalá (n.º 31) junto a la iglesia de las Calatravas. Este será su último proyecto en Madrid, a pesar de haber sido diseñado en 1935 se ejecuta casi diez años después. En sus últimos años estuvo dedicado a proyectos de urbanismo en Madrid: diseñó la denominada "Gran Vía Aérea" que saltaba sobre la vaguada del río Manzanares desde Príncipe Pío permitiendo el ensanche de la ciudad por este extremo. Su última casa edificada es su propia vivienda en El Plantío. Retirado en su casa en un diminuto estudio de 1,80 x 2,40 m, donde había inventado, en sus palabras: "el cuarto de no estar". 
Palacios murió el 27 de octubre de 1945 a los setenta y un años de edad en El Plantío, acompañado de su esposa Adela Ramírez. Dejando inacabada (faltaba el proyectado Hostal del Peregrino) la construcción de la iglesia de Vera Cruz en la localidad gallega de Carballino. Algunos autores apuntan que su última obra fue santuario de San Fausto de Chapela. Fue enterrado en la Sacramental de San Lorenzo. El 30 de octubre de 1976 sus restos fueron trasladados, por expreso deseo suyo, al cementerio municipal de Porriño donde se dejaron reposar bajo una pequeña mole de granito con una inscripción que dice: "Antonio Palacios - Arquitecto" labradas a pico por un cantero.

## Obra arquitectónica

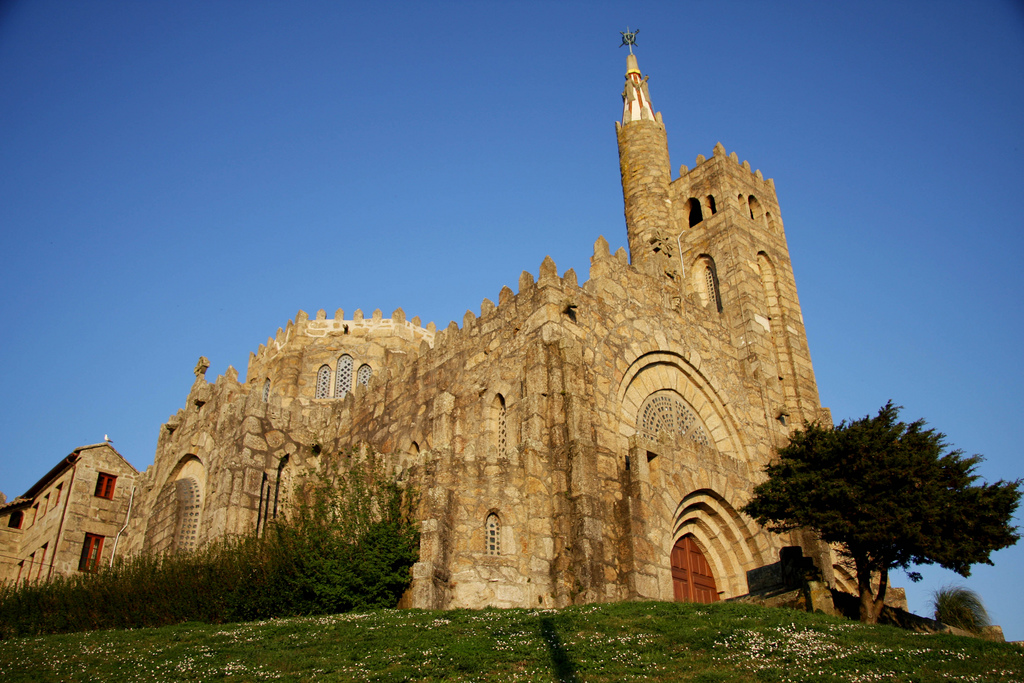
Templo Votivo del Mar de Panjón (Nigrán).

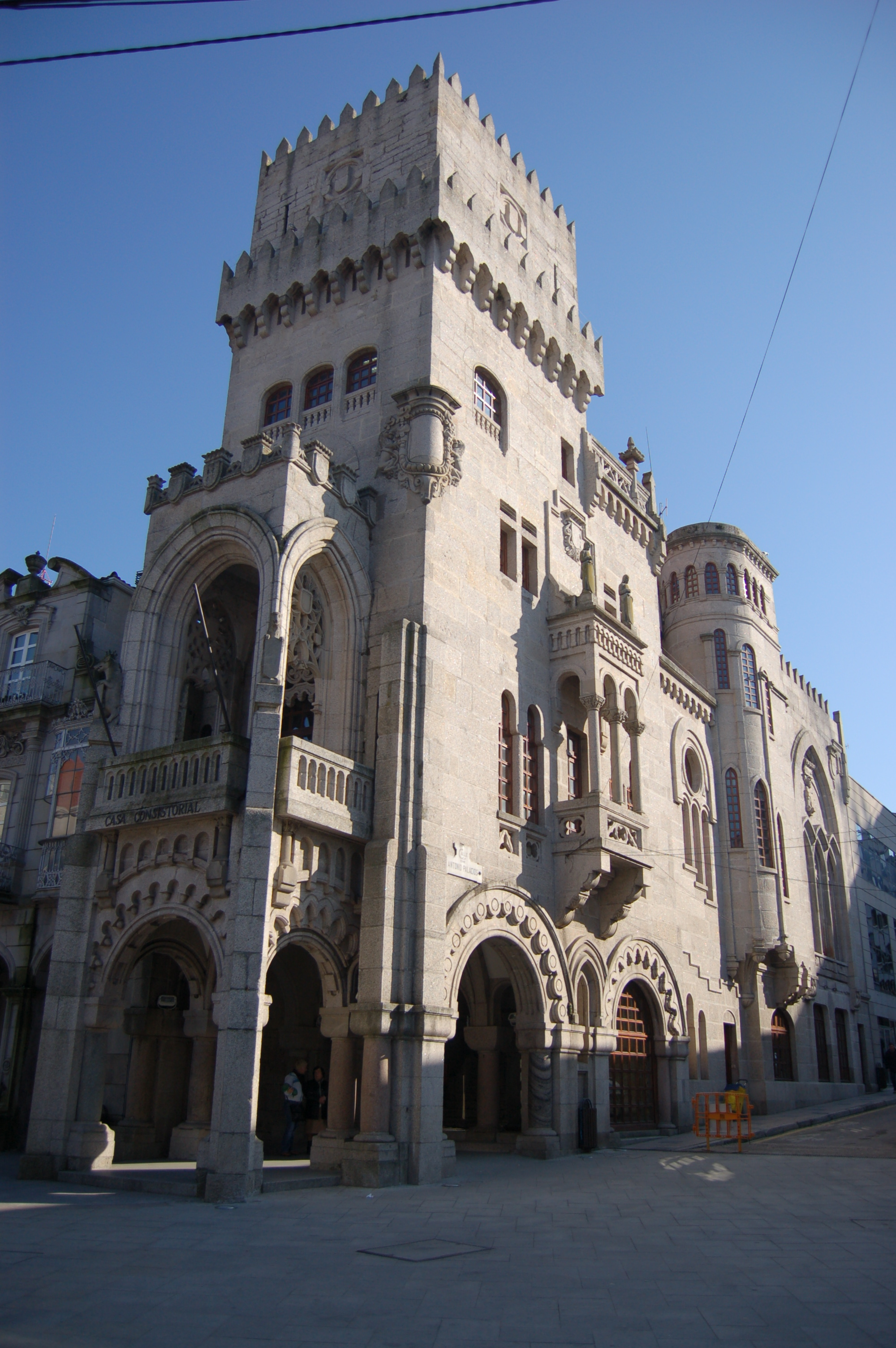
Casa consistorial de Porriño.

La obra de Antonio Palacios es extensa y en la actualidad se conoce un repertorio completo de obras de su puño y letra, debido al catálogo que él mismo elabora al opositar como profesor en la Escuela de Arquitectura de Madrid en 1917. Fue innovador en muchos aspectos, se dedicó a la arquitectura suburbana al dedicarse al diseño y construcción de las primeras líneas del Metro de Madrid (obra de los hermanos Otamendi), así como de sus diseños de accesos a las estaciones que incluso se pueden contemplar hoy en día (estación de Chamberí). En cambio, muchas de sus obras se elaboraban de forma artesanal, aspecto este muy criticado al final de sus días.

### Estilo arquitectónico
El estilo de Antonio Palacios es difícil de clasificar en opinión de algunos estudiosos de su obra. Fue criticado por permanecer ajeno a las corrientes arquitectónicas del momento. En una España de comienzo de siglo, necesitada de nuevas tecnologías constructivas, Palacios fundamentó su estilo en el proceso constructivo artesanal y en el apilamiento de la piedra en crudo, casi sin tallar. Buscando texturas rudas en las fachadas, en contraste con sus formas arquitectónicas. El estilo de Palacios se fundamenta en una elección muy personal del material constructivo (atendiendo a la piedra), así como en su combinación. Mediante esta elección proporciona expresividad a las fachadas. Su material preferido es el granito. En muchos casos la presentación directa de la piedra es evidente. Era su opinión que la imagen de un edificio no podía vincularse al sentir efímero de la moda. Desde sus inicios se mostró un gran admirador del neoclasicismo de Juan de Villanueva.
En muchas de sus obras madrileñas de los primeros tiempos se pueden ver fuertes influencias de la secesión de Viena (sobre todo en el Palacio de Comunicaciones y en el Hospital de San Francisco de Cuatro Caminos).
La vocación metropolitana y la regionalista van teniendo diferente perfil de intensidad a lo largo de su obra, de esta forma se delimitan claramente dos etapas. La primera es desarrollada en Madrid en las primeras edificaciones, la segunda en Galicia, principalmente a partir de los años veinte. Su inclinación hacia el regionalismo arquitectónico propició su amistad con el nacionalismo gallego Valentín Paz Andrade y Castelao, aunque nunca llegó a adquirir un compromiso ideológico: sus colaboraciones con el periódico Galicia convivían con escritos, como en el proyecto no realizado de reestructuración de la Puerta del Sol de 1919, retomado tras el fin de la Guerra Civil, en el que se ensalzaba la Hispanidad. 
El apoyo que hace Antonio Palacios a las artes decorativas y su mezcla con la arquitectura hace que posea colaboraciones con artistas y artesanos colaboradores cercanos a su trabajo. Entre ellos cabe destacar la colaboración madrileña con el escultor romántico Ángel García Díaz. Ángel es el escultor de la fachada e interior del Palacio de Comunicaciones, del edificio del Banco del Río de la Plata y del Círculo de Bellas Artes. Influenciado por los comentarios de Velázquez Bosco acerca de la introducción del color en la arquitectura, Palacios introduce el gusto de incorporar materiales cerámicos a la arquitectura. De esta forma pasa a encargar piezas cerámicas al diseñador ceramista Daniel Zuloaga que colaboró en el Hospital de Maudes y Círculo de Bellas Artes (Véase: Cerámica de Daniel Zuloaga en la arquitectura). La colaboración se extendió hasta la muerte de Zuloaga en 1921. Igualmente realiza encargos a la casa Manuel Ramos Rejano de Triana (Sevilla) es igualmente habitual en los trabajos que realiza. El gusto por el empleo de materiales cerámicos lo desarrolla, igualmente, en el diseño de las primeras estaciones del metro de Madrid, así como en algunos proyectos gallegos. 

### Influencias posteriores
Como profesor, es notoria la influencia en algunos destacados discípulos como Casto Fernández Shaw (autor de la Estación de gasóleo de Portopí en Madrid o el Edificio Coliseum de la Gran Vía madrileña) y Pedro Muguruza (autor del Palacio de la Prensa en Madrid entre otros). Muguruza trabajó con Palacios desde 1916 hasta 1920 y los ecos de Palacios son frecuentes en su obra. Pascual Bravo Sanfeliú se confesó desde los comienzos en seguidor de su estilo (asiduo colaborador), participando como ayudante y colaborador. En el caso de Alejandro de la Sota Martínez aparecen ocasionales influencias, como en el caso del edificio de Correos y Telecomunicaciones de León. Todos ellos trabajaron de alguna manera mediatizados por su obra. Las tendencias regionalistas de Palacios en su segunda etapa, y su gran prestigio entre los arquitectos de su época, contribuye a que algunos de ellos incorporen este estilo arquitectónico a una parte de su producción arquitectónica, algunos casos de esta índole son: Manuel Gómez Román, Durán Salgado. 
De alguna forma puede mencionarse la existencia de una "Escuela Palacios" en la que algunos arquitectos han tomado parte de sus ideas como inspiración. Esta escuela se forja en gran medida en los años que ejerce como docente en la Escuela de Arquitectos de Madrid. Palacios ejerció especial influencia en los diseños de algunos jóvenes arquitectos, como en los valencianos Ramón Lucini o Demetrio Ribes (autor de la Estación del Norte de Valencia). En etapas posteriores en Javier Goerlich, César Cort Boti, Víctor Eusa. De la misma forma en algunas de las primeras obras de Mercadal. La influencia de Palacios en algunos arquitectos españoles se advierte hasta la llegada de los años cuarenta.

### Obra en Madrid
Antonio realizó diversas obras conocidas en Madrid. Estas obras poseen un concepto de carácter "beaux-artiana" Concentradas en su mayoría en el eje: Puerta del Sol y calle de Alcalá. En esta sección desde la Puerta del Sol hasta la plaza de la Independencia, pueden encontrarse cinco edificios de Palacios. Una de sus primeras obras conocidas fue el Palacio de Comunicaciones (Palacio de Cibeles) de Madrid (1904-1918) y no puede entenderse sin el deseo de renovación y modernidad que deseaba la ciudad a comienzos del siglo XX. Este periodo madrileño se caracteriza por la estrecha colaboración con su socio Joaquín Otamendi, miembro de una influyente familia de ingenieros y financieros vascos. La obra de Palacios en Madrid llega a "modernizar" una ciudad burocrática, finalizada la Primera Guerra Mundial sus edificios más característicos ya se encontraban finalizados. Muchos de los diseños de Palacios ayudaron a que Madrid sufriera una transformación de antigua corte a una moderna metrópoli. Casi sin haber acabado el proceso constructivo del Palacio de Comunicaciones (denominado en su época como Nuestra Señora de las Comunicaciones) se le encarga el Hospital de Jornaleros de Maudes (Madrid, 1908) en un barrio obrero situado a las afueras de Madrid. Los trabajos de diseño de las estaciones de Metro en los años 1907 (obra de los hermanos Otamendi), así como de los edificios auxiliares y los accesos a las primeras estaciones han sido una de sus contribuciones más difundidas a lo largo de la ciudad. 
En el concurso público del Círculo de Bellas Artes de Madrid (1919-1926), realiza una aproximación personal al problema compositivo del edificio en altura, mediante un esquema orgánico en el que, cada planta y cada uso muestran su volumen y carácter al exterior, usando una regla decreciente en altura que culmina en la torre de los estudios. El ambicioso programa, sugerido por el propio Palacios convertía al edificio en una "ciudad en miniatura", con una clara referencia a los transatlánticos que proliferaban por aquella época. Otras obras suyas fueron el Banco Español del Río de la Plata (Banco Central), (Madrid, 1910-1919). El Círculo se construyó en una zona de gran bullicio en el Madrid de los años veinte. Junto al Fornos y al Suizo se popularizó el que sería el primer bar americano de Madrid: El Maxim's. El Banco Mercantil e Industrial (1933-1945) una de sus últimas obras, mostraba una cierta tendencia al estilo neoclásico mediante una fachada en forma de arco de triunfo romano. En la actualidad es la sede de la Secretaría General Técnica de la Consejería de Educación de la Comunidad de Madrid.

### Obra en Galicia

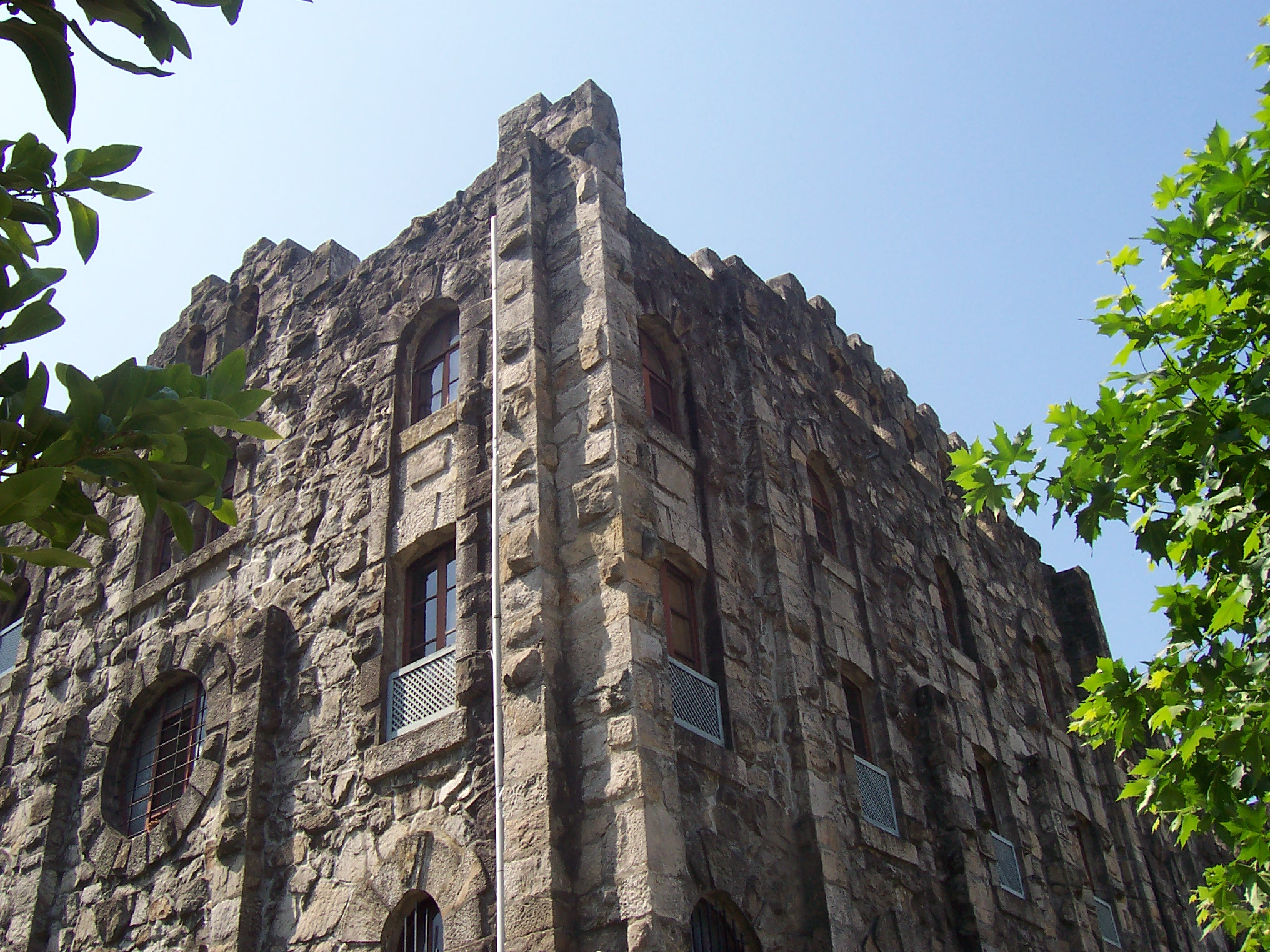
El Monasterio de la Visitación de las Salesas Reales, en el barrio de Teis de Vigo, es un ejemplo radical del tratamiento en crudo de las fachadas.

Palacios siempre estuvo ligado sentimentalmente a su patria, es por esta razón por la que intercala obras y diseños arquitectónicos en Galicia mientras trabaja en los proyectos madrileños. Se puede decir que dejó obras de una cierta relevancia en Galicia, acentúa su vinculación con Galicia, aunque su lugar de residencia y trabajo siga siendo siempre la capital de España. La relación con su tierra se siente con mayor intensidad tras la realización del proyecto del Círculo de Bellas Artes de Madrid (1918). Gran parte de su arquitectura regionalista se ve influenciada por la relación personal de Palacios con el grupo de pintores que intentaban definir una plástica peculiarmente gallega: José Seijo Rubio. Cabe destacar que él mismo poseía habilidades artísticas de pintura, desarrollando su afición frecuentemente. El interés particular dentro del patrimonio arquitectónico gallego por el estudio de la arquitectura medieval gallega, concretamente en el denominado estilo románico de transición, así como en la arquitectura popular gallega. De la misma forma mantendrá amistad con personajes relevantes de la cultura gallega como el poeta Ramón Cabanillas, con el político e intelectual Alfonso R. Castelao, con el periodista Valentín Paz Andrade, el arquitecto gallego Rafael González Villar. Los viajes de veraneo a su tierra natal eran frecuentes, en los que recorría diversas poblaciones de Galicia. 
Parte destacable de su obra gallega se puede encontrar en la ciudad de Vigo, y en su Porriño natal, donde se pueden contemplar la Fuente del Cristo, la Botica Nova y la casa consistorial, edificio de interesante volumetría cuyo esquema compositivo presenta semejanzas con el Círculo de Bellas Artes de Madrid. Su distribución en planta aprovecha hábilmente un solar reducido y muy alargado. Una obra temprana y casi desconocida se encuentra en Santiago de Compostela, en la Alameda, edificación que en la actualidad se utiliza como guardería infantil. El Teatro García Barbón del periodo 1910-1927 y el Edificio Banca Viñas-Aranda (en 1942). Otra obra interesante es el "Templo Votivo del Mar" en Panjón, en el municipio pontevedrés de Nigrán.
Su última gran obra es la iglesia de la Vera Cruz, en Carballiño, obra que no pudo ver terminada.

### Obra en el resto de España
Se desconoce obra de Palacios fuera de la península ibérica, aunque no figura edificación alguna en la memoria presentada por él mismo a las oposiciones de Cátedra en la Escuela de Arquitectura de Madrid. A pesar de ello es considerado como obra menor. Desde sus inicios, ya colaborando con Otamendi, se presentó a diversos concursos arquitectónicos en el norte de España. Aunque son considerados como esporádicos, la obra se concentra mayoritariamente entre Madrid y Galicia. Tuvo algunos proyectos arquitectónicos menores como un Hotel particular en la Dehesa de Pedrosillo (Ávila). 

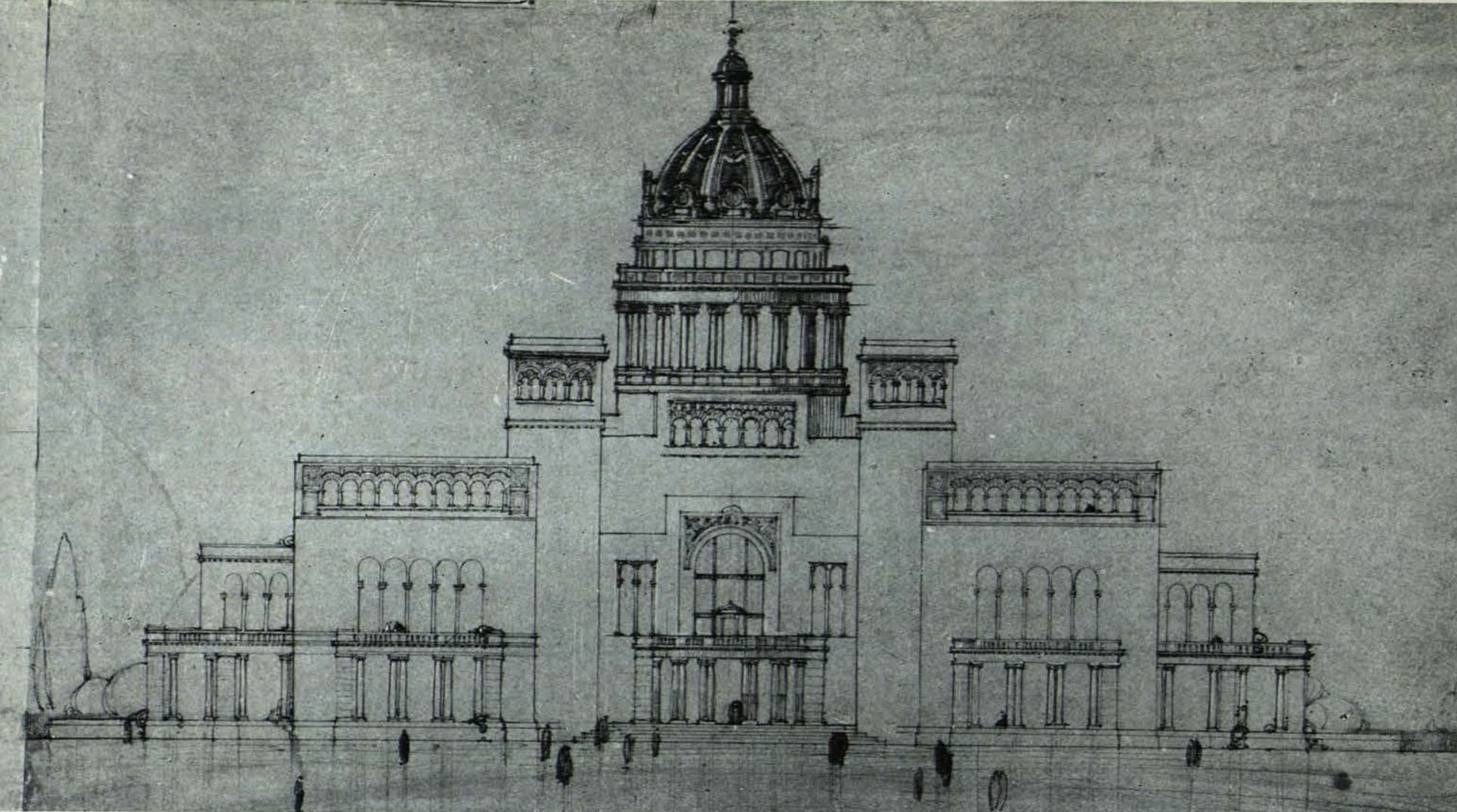
Anteproyecto de Casino Municipal en el Parque del Oeste de Madrid, 1905.

En el sur de España ejecutó un proyecto de Monumento a las Cortes de Cádiz y el Gran Teatro de Huelva (1923), así como una central hidroeléctrica en Mengíbar (Jaén) o un edificio para el Banco de Albacete en 1925. En Málaga (ciudad natal de su mujer) realizó diversas obras: edificios de viviendas privadas (calle del Císter 19) en 1927, así como algunos panteones familiares. En Zaragoza construyó en 1910 el Edificio de viviendas del Paseo de Sagasta, 37.
En Astorga construyó la Casa Granell, situada en el número 7 de la calle dedicada a las enfermeras mártires de Somiedo y levantada entre 1910 y 1915 por encargo de la familia de empresarios chocolateros que da nombre al edificio.

### Obra no realizada

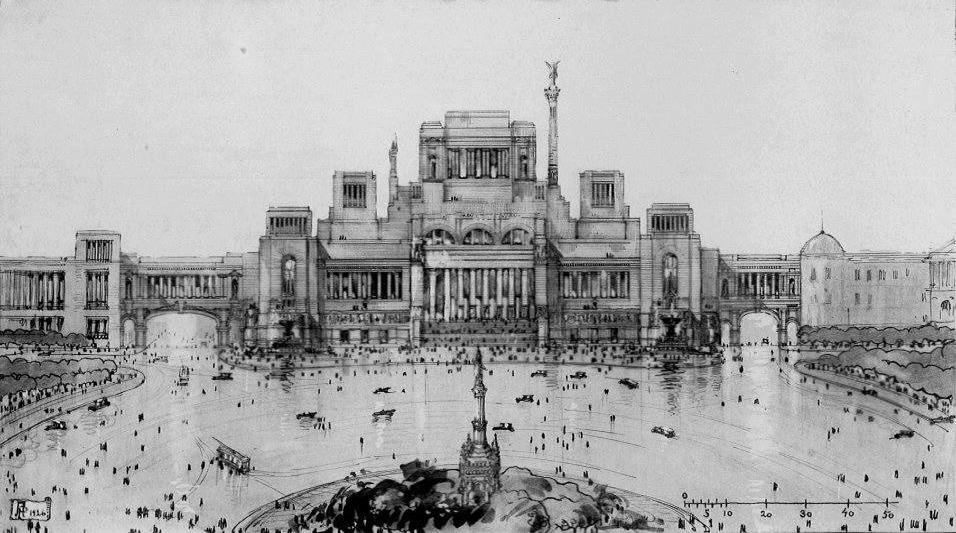
Anteproyecto de Palacio de Bellas Artes en la Plaza de Colón de Madrid, 1926.

Algunos proyectos ideados por Palacios no llegaron a ser realizados, bien por resultado de fallo de concursos, poco presupuesto, cambio de solicitantes durante las fases de diseño o problemas en las concesiones. En otros casos, falta de promotor que llevase a cabo el esfuerzo financiero. Algunos proyectos respondían a un empeño personal como el de la Encarnación de Celanova (1918) y otros en común con compañeros de estudio en sus inicios como el proyecto de "Gran Casino municipal" para Madrid (1904). En 1926 propone realizar un proyecto de "Palacio de las Artes" en los 18 500 m² de la plaza de Colón de Madrid y en 1939, diseña un proyecto de reforma de la Puerta del Sol para engrandecerla. En Santander un anteproyecto para la parroquia de San Francisco. Algunos proyectos urbanísticos que desarrolló como diseños en su última etapa profesional no fueron ejecutados.

## Obra urbanística
Palacios comienza a destacar como urbanista en los últimos años correspondiente a su último periodo. Muchos de los proyectos urbanísticos eran completamente visionarios y no se llegaron a realizar. Palacios redacta su primer informe de urbanismo en el año 1919 y se encarga de realizar un proyecto de reforma de la Puerta del Sol en el que la rediseña las calles periféricas en elipses concéntricas (en el que muestra claras influencias con el urbanista vienés Camillo Sitte). No obstante fue Vocal de la Junta de Urbanismo de Madrid durante un periodo de dos décadas. Hizo algunas reflexiones acerca del futuro urbanístico de Madrid. En el que intuye un nuevo núcleo en la parte occidental de la ciudad y que se conectaría con el resto por una "Gran Vía aérea". Uno de los proyectos más ambiciosos es el Plan de Extensión y Reforma Interior de Vigo que fue encargado en 1930, y durante dos años trabajó en él entregándolo al Ayuntamiento en diciembre de 1932. Realizó reformas urbanas en la ciudad de Málaga en el periodo de 1927 a 1931.
Al igual que diseñó para Madrid, realizó diversos planes de urbanismo como fueron los de Vigo (El Plan de Extensión y Reforma Interior de Vigo encargado a Palacios en 1930), el de Villagarcía de Arosa, los proyectos de «Barriada de la Espiñeira» y «Rúa Galicia» en Santiago de Compostela y la reforma de los accesos a la catedral de Orense, incluyendo la retirada del coro. Este tipo de proyectos le dedicó mucho tiempo, no obstante a pesar de ser aprobados quedaron muchos de ellos sin realizar.

## Homenajespost mortem

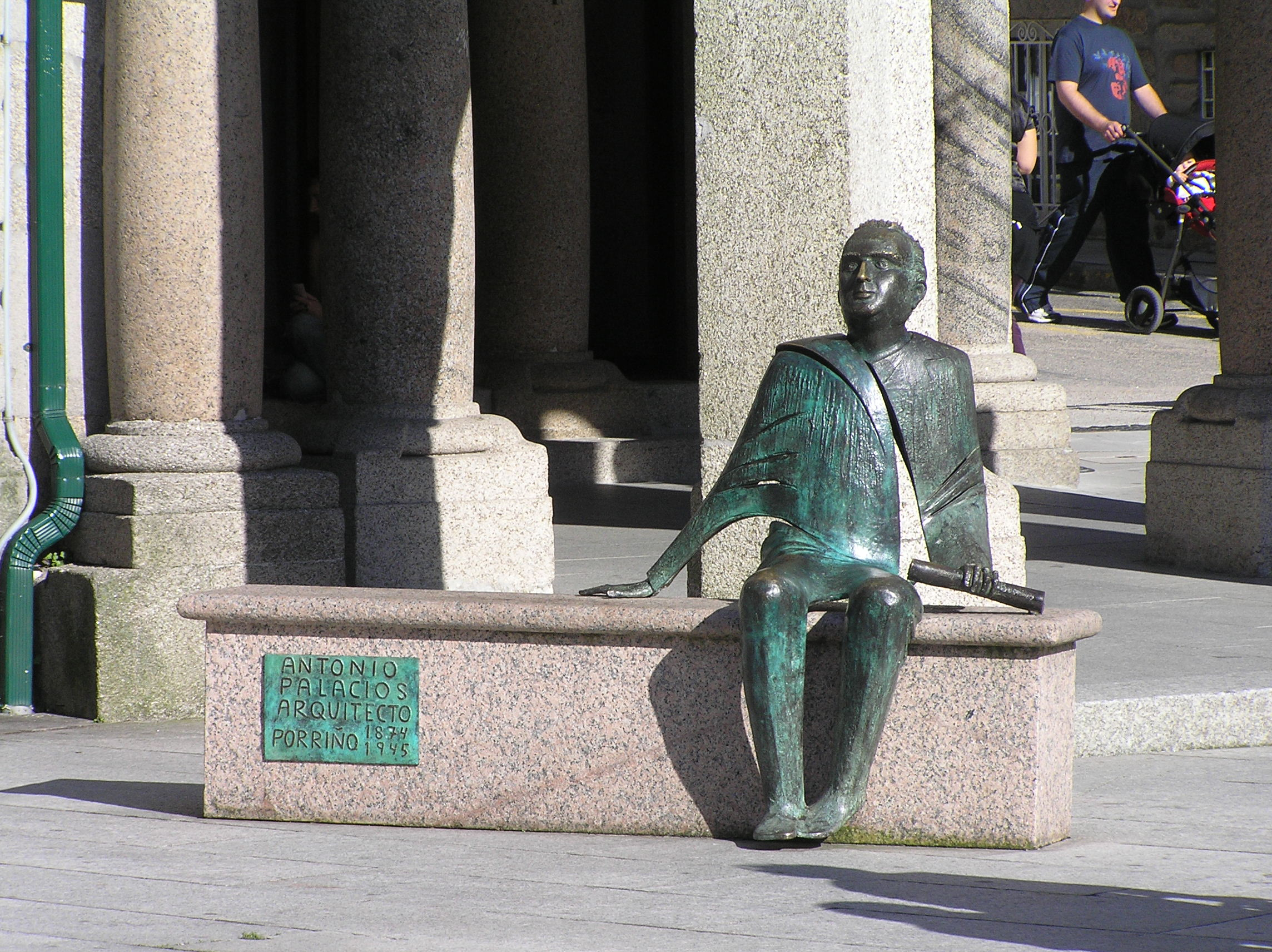
Monumento a Antonio Palacios en Porriño (Pontevedra).

Tras la muerte de Palacios en 1945, se le dedican periódicamente exposiciones conmemorativas de su obra tanto en Madrid como en diversas localidades de Galicia. Algunos homenajes han sido importantes, por celebrarse el centenario de su nacimiento. Se incluye la obra de Palacios en series filatélicas. Monumentos conmemorativos como el que se erigió en su localidad natal. Algunos de sus edificios cumplen cien años, y con este motivo se celebran centenarios conmemorativos. Otros edificios, ya reestructurados y albergando nuevas funciones acogen a organismos estatales, ayuntamientos y en sus espacios culturales y salas de exposiciones se recuerda la labor arquitectónica de Palacios. En 2001 se celebró una de las más dedicadas, mediante exposición en el Círculo de Bellas Artes titulada: Antonio Palacios, constructor de Madrid, dicho homenaje permitió sacar a la luz obras y manuscritos del arquitecto. En la actualidad se pueden contemplar algunas obras pictóricas de Antonio Palacios en el Museo de Pontevedra, así como en el Monasterio de Poio (actualmente Museo Monasterio de Poio). El Museo de Historia de Madrid acoge algunos dibujos de diseños por donación realizada en 2008 de Rafael Ramírez Moreno (sobrino del arquitecto).
En honor a su memoria, el ayuntamiento de Porriño instituyó en 1999 el premio de carácter anual que promueve la innovación empresarial denominado: Premio Antonio Palacios. El municipio ha asignado su nombre a calles e institutos de enseñanza secundaria. Un monumento homenaje se encuentra ubicado junto a la casa consistorial de Porriño, en el que aparece Palacios sentado admirando su obra. Se instaló en 2011 una segunda escultura en la glorieta de la calle arquitecto Antonio Palacios, en el cruce con la avenida de Galicia y la calle Domingo Bueno. La efigie fue realizada por el artista Jesús Abel Balado (conocido como Suso Balado).

### Exposiciones
El 13 de noviembre de 2021 se inauguró la exposición temporal Antonio Palacios. Sueños de modernidad, compromiso con Galicia en el Museo del Mar de Galicia en Vigo, comisariada por el catedrático Jesús Sánchez García.

## Obra de Antonio Palacios en la cultura popular
La obra arquitectónica de Antonio Palacios se encuentra ubicada en ciertos espacios claves de la iconografía madrileña. Es por esta razón por la que aparece frecuentemente asociada a la ciudad. Un ejemplo es la fuente de Cibeles, que por cercanía al Palacio de Comunicaciones, aparece inevitablemente en sus estampas. Una causa de la popularidad es la cantidad de obras de Palacios edificada en espacios clave de la calle de Alcalá, este efecto hace que los turistas pasen inevitablemente durante sus recorridos por delante de algunos de sus edificios más significativos. Tales son: el edificio de las cariátides, el Círculo de Bellas Artes o el inevitable Palacio de Comunicaciones (en la actualidad sede del Ayuntamiento de Madrid) que denominaron popularmente como Nuestra Señora de las Comunicaciones por su aspecto monumental. Las bocas del Metro de Madrid, y el logotipo de la compañía metropolitana forman parte de la imagen de la ciudad.
La obra de Palacios aparece en numerosas escenas de la cinematografía española. Tal es el caso de algunos capítulos del NODO, en El misterio de la Puerta del Sol (rodada en 1929 ya se ve el Hospital de Maudes y los templetes del metro), o como en el final de la película titulada Beltenebros rodada en 1991 (Círculo de Bellas Artes y Metro de Madrid), en Entre las piernas de Gómez Pereira (frecuentes planos de la calle de Alcalá), en El día de la bestia (casa Matesanz y Edificio del Banco Comercial) rodada en 1995. Una de las películas en la que aparece el Palacio de Comunicaciones es Manolo, guardia urbano. Las apariciones fugaces de su obra en la cinematografía madrileña son muy frecuentes.

## Lista de obras
- Anexo:Obras de Antonio Palacios Ramilo